# Keporkak
Keporkak (Megaptera novaeangliae) je robustní kosticový kytovec z čeledi plejtvákovitých, který se vyznačuje dlouhým sudovitým tělem o délce 14–15 metrů a dlouhými světlými hrudními ploutvemi, které dosahují až třetinové délky těla. Největší jedinci mohou mít k 17 metrům, samice bývají o 1–1,5 m delší než samci. Typická hmotnost těla se pohybuje kolem 25–30 tun, největší jedinci patrně dosahují hmotnosti kolem 40 tun. Keporkaci jsou známí svým akrobatickým chováním nad hladinou moře, během kterého jako jediní zástupci kosticovců dokáží dostat nad hladinu celé své tělo. To spolu s jejich zvídavým chováním, díky kterému se přibližují k lodím na krátkou vzdálenost, z nich dělá populární cíle pozorovatelů velryb. 
Živí se krilem a malými hejnovitými rybami, jako jsou sledi, huňáčci, makrely a smačky. Keporkaci jsou jedni z mála kosticovců, kteří využívají zvláštní lovecké techniky zvané bublinová síť. Vytvoří síť z bublin okolo hejna ryb, které pak naberou svými ohromnými tlamami. Jedná se o pravidelné migranty, kteří tráví zimní měsíce vykrmováním v chladných mořích, na léto podnikají tisíce kilometrů dlouhé migrace do tropických vod, kde se páří. V letním období vůbec nejedí a energii berou z tukových rezerv. Březost trvá kolem 11½ měsíců. Samice vrhá jedno živé mládě každé 2–3 roky. Keporkaci mají výrazný zvukový projev; zpívají písně, které trvají cca 5–30 minut. Tyto písně jsou pro každou populaci unikátní, časem se mění a vypovídají o kulturní výměně mezi jedinci i populacemi. Přirozeným predátorem mláďat jsou kosatky, výjimečně dospělé keporkaky loví i žraloci bílí.
Keporkaci mají kosmopolitní rozšíření napříč všemi oceány s výjimkou uzavřených moří a nejsevernějších oblastí Arktidy. Výjimečně se objevují i v Baltském a Středozemním moři. V době velrybářských výprav v průběhu 19. a 20. století byla populace keporkaků zdecimována na posledních cca 5 000 jedinců. Po zákazu lovu velryb roku 1966 se však jejich populace dokázala výborně zotavit, k roku 2018 se počet keporkaků odhadoval na 135 000. Keporkaci jsou stále loveni domorodými komunitami z Grónska a maloantilského ostrova Bequia, kde místní domorodci každoročně uloví několik málo jedinců. Tyto aktivity však globální populaci neohrožují. I přes celkově úspěšnou rekonvalescenci jsou některé místní populace (Arabské moře, Filipíny/Okinawa, střední Amerika) ohroženy, a to hlavně srážkami s loděmi a zamotáním do rybářských sítí.

## Systematika

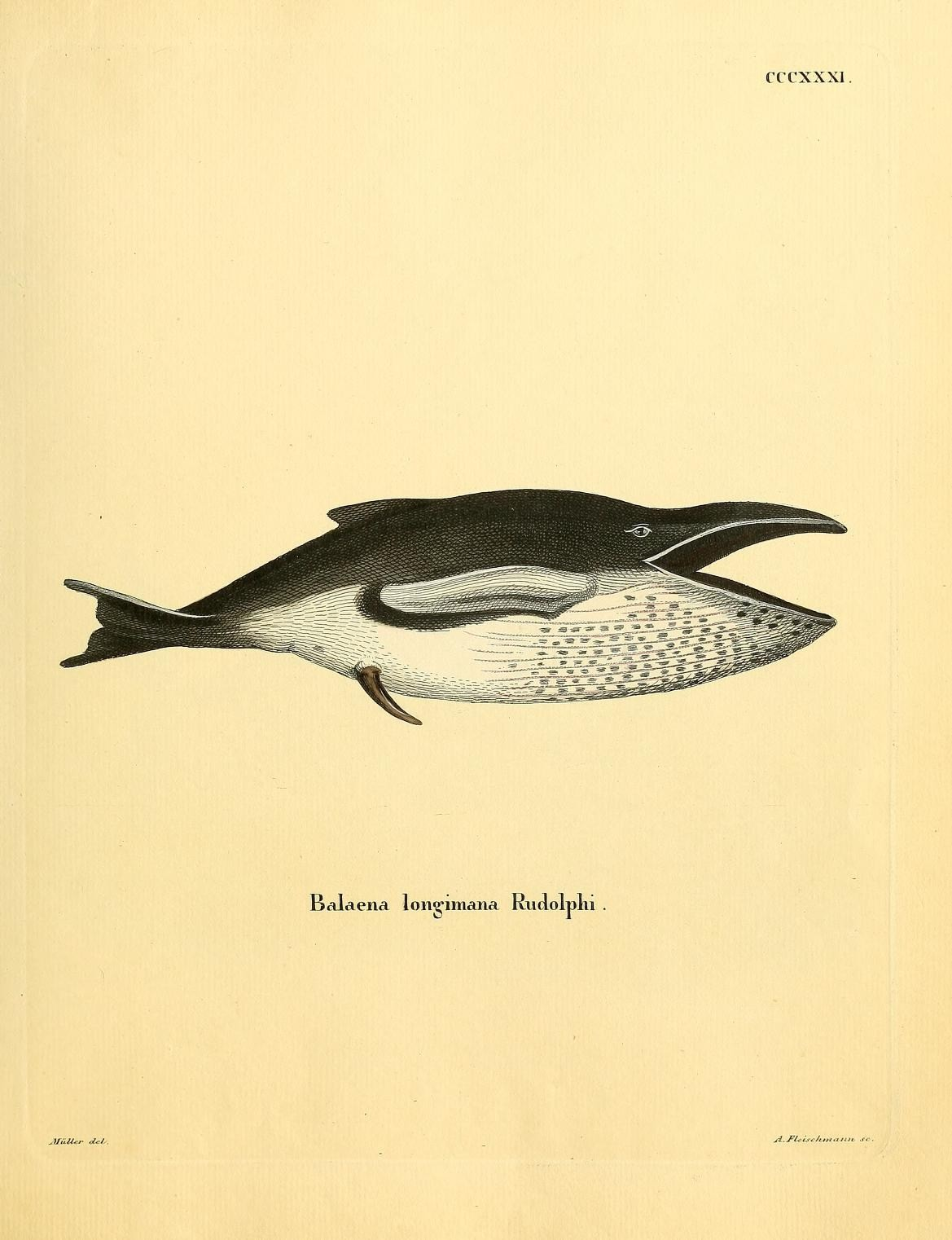
Ilustrace keporkaka (někdy z let 1774–1846)

První popis a pojmenování keporkaka pochází z roku 1756 z díla Regnum Animale francouzského přírodovědce M. J. Brissona, který tohoto kytovce pojmenoval jako „baleine de la Nouvelle Angleterre“, čili „novoanglická velryba“. Brisson tak patrně narážel na to, že keporkaci byli často pozorováni v mořích u Nové Anglie. K popisu nicméně došlo před vznikem zoologické nomenklatury, takže za prvního formálního popisovatele druhu se považuje až německý přírodovědec Georg Heinrich Borowski, který přetvořil Brissonův francouzský název na Balaena novaeangliae. Francouzský přírodovědec Bernard Germain de Lacépède v roce 1804 vytvořil rod Balaenoptera (plejtvák), do kterého keporkaka přeřadil, a zároveň změnil druhové jméno keporkaka, který byl nově pojmenován jako Balaenoptera jubartes. V roce 1846 anglický přírodovědec John Edward Gray vytvořil nový rod Megaptera a opět změnil druhové jméno keporkaka, které nyní znělo Megaptera longipinna. V roce 1932 americký biolog Remington Kellog zvrátil změny druhových jmen uskutečněných po formálním Borowském popisu, a keporkakovi tak zůstalo vědecké pojmenování Megaptera novaeangliae.
Rodový název Megaptera je složeninou latinského mega („velký“) a řeckého pteron („křídlo“), což odkazuje k dlouhým hrudním ploutvím keporkaků. Druhové latinské jméno novaeangliae v překladu znamená „z nové Anglie“. Vědecký název druhu lze tedy volně přeložit jako „Novoangličan s dlouhými křídly“. Český název „keporkak“ vznikl přijetím pojmenování této velryby grónskými Eskymáky (v grónské inuitštině se keporkak označuje jako qipoqqaq, což doslova znamená „skokan“). Zavedl ho Josef Svatopluk Presl v díle Ssavectvo (1834), ale nejprve ho počeštil na „keporák“, přesně tedy „kyt keporák“. Někteří další autoři 19. a počátku 20. století (Kotal, Záborský, Janda) ho ještě nazývali „keporák obecný“, ale pak už se používal pouze název „keporkak“. K dalším českým názvům patří keporkak dlouhoploutvý, plejtvák dlouhoploutvý, plejtvák keporkak, velryba keporkak nebo hrboun dlouhoploutvý.
Keporkak se řadí do monotypického rodu Megaptera v rámci čeledi plejtvákovitých (Balaenopteridae). Podle studie z roku 2018 analyzující genomy plejtvákovitých došlo k vydělení linie plejtváků z kosticových velryb v pozdním miocénu, někdy mezi 10,5–7,5 miliony lety. Sesterským taxonem keporkaka je plejtvák myšok (Balaenoptera physalus). K vydělení keporkaků do samostatné větve patrně došlo někdy před 880 tisíci lety na jižní polokouli a k osídlení oceánů severní polokoule došlo teprve před 200 000–50 000 lety. Podle genetické studie z roku 2014 se v rámci populace keporkaků nachází 3 poddruhy:
- M. n. kuzira (Gray, 1850) – populace ze severního Pacifiku;
- M. n. novaeangliae (Borowski, 1781) – populace ze severního Atlantiku;
- M. n. australis (Lesson, 1828) – populace z jižní polokoule.

Toto dělení přijímá i Společnost pro mořskou mammalogii. Mezi těmito poddruhy dochází k minimálnímu až žádnému kontaktu. Populace z Arabského moře na rozdíl od všech ostatních nemigruje a žije v izolaci už kolem 70 000 let. Tato populace bude možná časem také uznána za samostatný poddruh.

## Popis

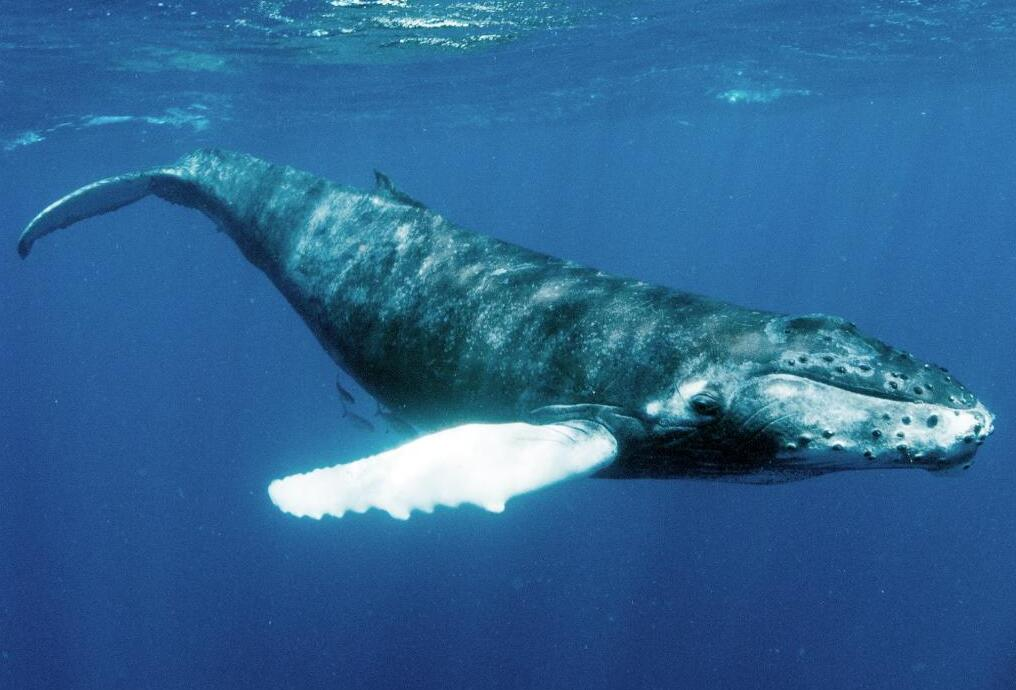
K hlavním rozpoznávacím znakům keporkaků patří viditelné hrbolky na hlavě a extrémně dlouhé hrudní ploutve

Jedná se o robustního kytovce s mnohem širším tělem, než mají ostatní plejtvákovití. Délka sudovitého těla typicky dosahuje 14–15 metrů, největší jedinci dosahují až k 17 metrům. Samice bývají o 1–1,5 m delší než samci. Typická hmotnost těla se pohybuje kolem 25–30 tun, největší jedinci patrně váží kolem 40 tun.
Druh má extrémně dlouhé hrudní ploutve, které dosahují až 5 m, čili jedné třetiny tělesné délky. Tyto dlouhé ploutve jsou jasným rozpoznávacím znakem keporkaků od ostatních plejtvákovitých. Hrudní ploutve jsou z vnitřní (břišní) strany bílé, z vnější strany jsou černé nebo také bílé v závislosti na subpopulaci i jedinci (u severoatlantické populace jsou spíše bílé, u severopacifické spíše černé). Přední okraj hrudních ploutví bývá pokryt hrbolky, které tak hranu ploutve činí nepravidelnou. Hřbetní strana těla je černá až modročerná, spodní strana mívá různou míru pigmentace od čistě bílé plochy přes čistě černou až po bílo-černě strakatou. Hlava je velmi dlouhá, tvoří přibližně 30 % tělesné délky. Bývá porostlá svijonožci (ektoparazitičtí korýši).
Hlava, čelist, přední ploutve a ocas jsou pokryty různě velkými výrůstky a hrbolky, které se používají k identifikaci konkrétních jedinců. Výrůstky na hlavě mají u základny v průměru kolem 5–10 cm a vyčnívají až 6,5 cm nad ostatní kůži. Jsou tvořeny váčkem, ze kterého vyrůstá tlustý chlup o délce 1–3 cm, který má patrně sensorickou funkci. Spodní čelist dalece přerůstá tu horní. Uvnitř tlamy se na každé straně nachází kolem 270–400 kostic, které jsou černě zbarveny, i když v přední části tlamy mohou kostice být částečně či úplně šedé nebo bílé. Kostice bývají dlouhé 70–100 cm, jejich šířka dosahuje až 15 cm. Od špičky dolní čelisti až po vrchol břicha se táhne 14–35 hlubokých hrdelních rýh. Tyto rýhy jsou hlubší, širší a méně početné než u ostatních plejtvákovitých. Výdechová fontána je rozvětvená, široká, kolem 3 m vysoká. Občas může mít tvar písmene V a u větších jedinců nabírá komínového tvaru.

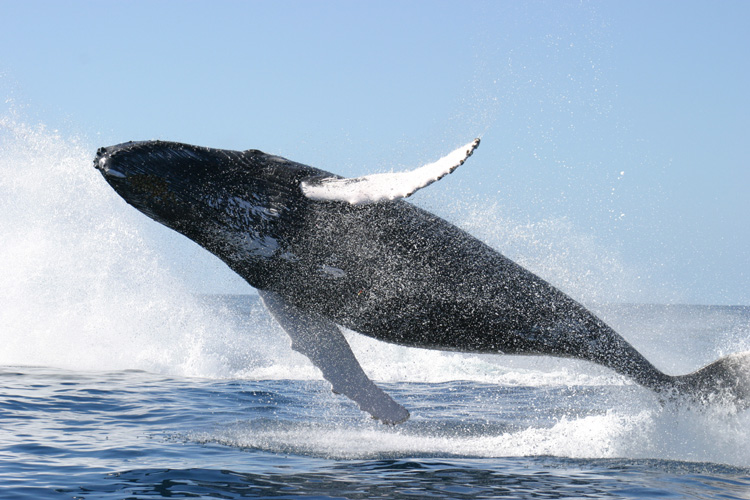
Keporkak při výskoku nad hladinou; ve většině případů dostane nad hladinu jen část těla, vzácněji může vyskočit na hladinu úplně celý

Hřbetní ploutev je položená zhruba ve střední části zad. Je jen nízká a může dosahovat různých tvarů od nízkého hřebene s kulovitým hrbem po srpovitě zahnutou ploutev. Ocas je mohutný, uprostřed zřetelně vykrojený, a na jeho spodní straně se nachází černobílý vzor, který je pro každého jedince unikátní, což dobře slouží pro identifikaci individuálních keporkaků. Zadní okraj ploutve je nepravidelný, hrbolatý. Ocasní ploutve keporkaků bývají v letních měsících někdy pokryty rozsivkami, což způsobuje jejich žlutavé zabarvení.

## Ekologie a chování

### Chování

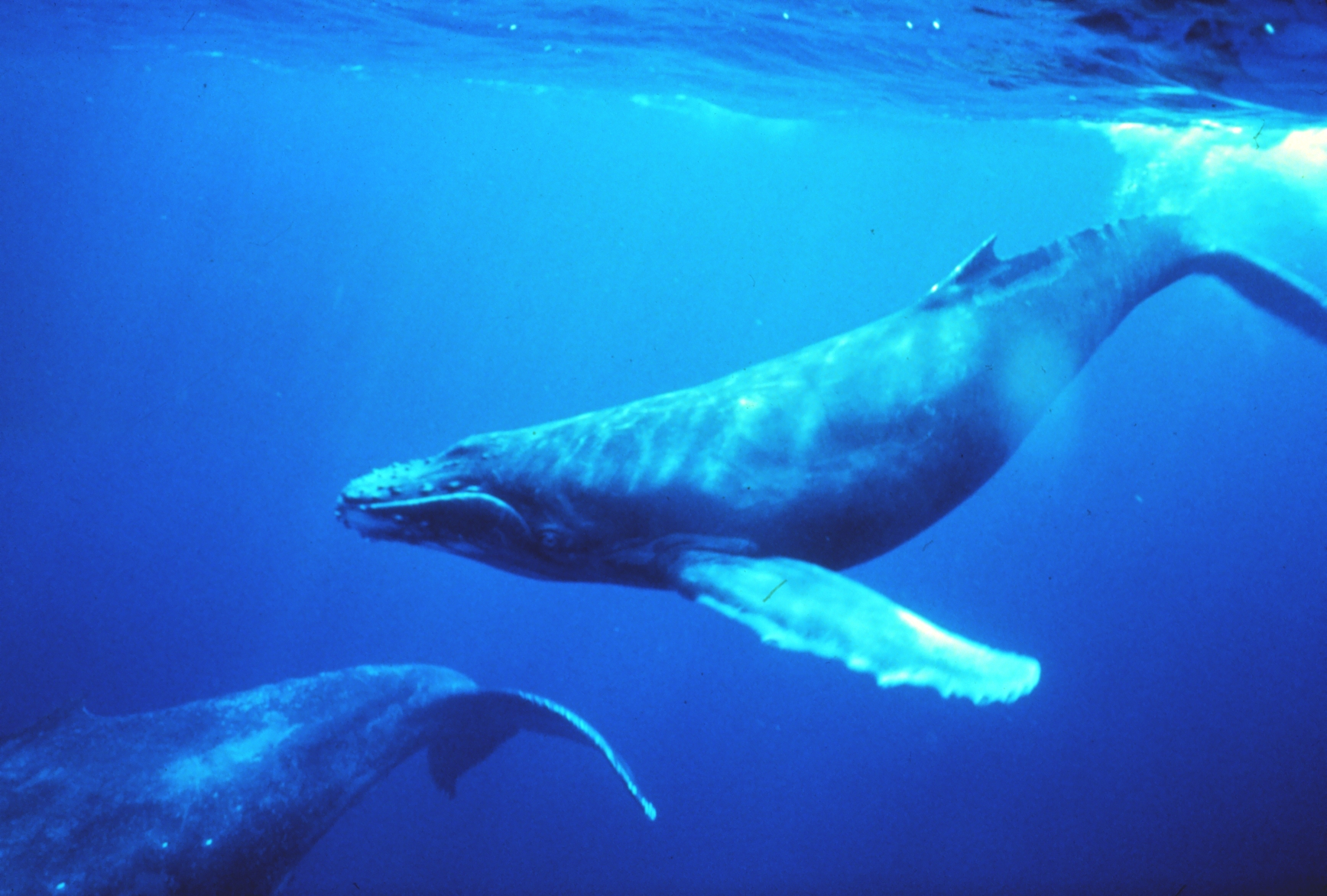
Keporkak pod vodou ve zpívající pozici

Pro sociální uspořádání keporkaků jsou typické malé, nestabilní skupinky, které trvají maximálně několik dní, vzácněji i týdnů. Najde se však hned několik výjimek tvorby svazků na delší dobu. K těm patří samice s mláďaty, které spolu zůstávají v období laktace. Výjimečně byly pozorovány páry keporkaků či dokonce celé skupiny trvalejšího rázu. K masivnějším shromážděním může dojít v místech bohatých na potravu, v extrémních případech se jedná o skupiny o cca 200 jedincích. V době páření lze zahlédnout větší shromáždění samců vykazujících navzájem notnou dávku agresivity. Keporkaci se nechovají teritoriálně.

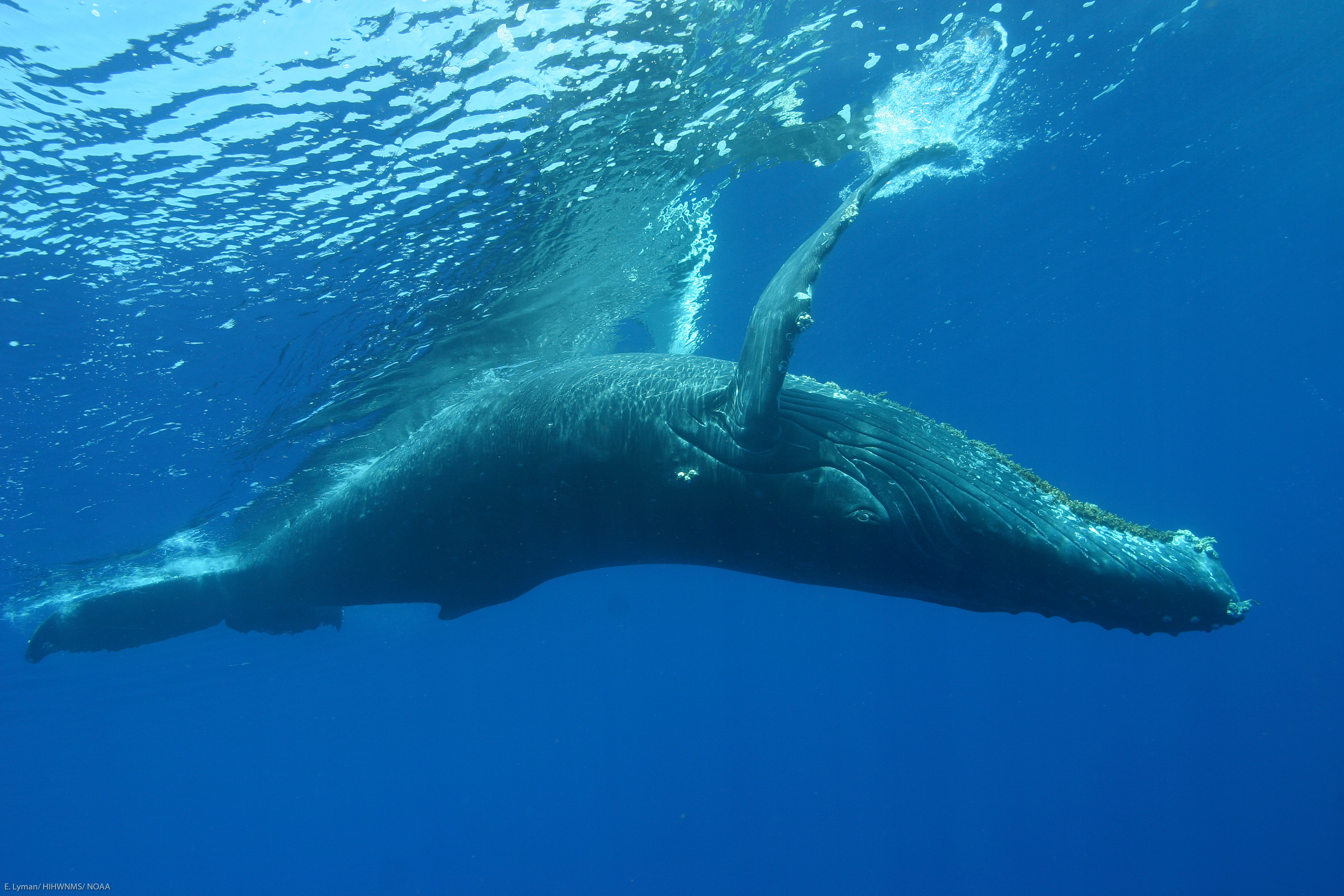
Keporkak při plavání břichem vzhůru

Stává se, že keporkaci vstupují do kontaktu s jinými velkými kytovci, jako jsou plejtváci myšoci nebo velryby jižní. Bylo dobře zdokumentováno, jak keporkak na hlavě opakovaně vyzdvihl delfína skákavého, což bylo patrně v rámci společné hry. Keporkaci při hledání potravy někdy následují jiné kytovce, jako jsou delfíni. K odpočinku dochází ve vodorovné pozici, ve které keporkak nejdříve pomalu pozvolna klesá do hloubky kolem 10–15 metrů, načež se po něžném máchnutí ploutví navrátí zpět k hladině.
Keporkaci jsou proslulí svým akrobatickým chováním nad vodní hladinou. To zahrnuje výskoky z vody, plácání hrudní i ocasní ploutví, stojky na hlavě nebo panáčkování. Při výskocích z vody se keporkaci většinou vynoří jen polovinou těla, výjimečně mohou vyskočit nad hladinu úplně celí. K výskokům dochází opakovaně a vzácně může jedinec vyskočit nad hladinu až stokrát během krátkého časového úseku. Při plácání ocasní ploutví někdy keporkak vystrčí nad vodu až třetinu těla, načež následuje mohutné, hlasité plácnutí, než se ocas vertikálně zanoří pod vodní hladinu. Plácání ocasem může být způsob, jak keporkak upozorňuje na svou přítomnost. Podobný význam může mít i plácání hrudní ploutví, ke kterému dochází při proplouvání keporkaka na boku těsně při vodní hladině. Jiný výklad plácání ploutví je, že se jedná o způsob regulace tělesné teploty. K panáčkování často dochází v blízkosti lodí pozorovatelů velryb. Během panáčkování se keporkak natočí do vertikální pozice a vynoří nad hladinu svou mohutnou hlavu. V této pozici může zůstat i 30 vteřin. Toto chování je spojováno se zvědavostí a prozkoumáváním. K těmto nápadným typům chování dochází po celý rok v nejrůznějších kontextech, takže význam konkrétních akrobacií bývá různý od hry či formy komunikace po způsob odstraňování parazitů (svijonožců). Keporkaci se pohybem hojně projevují i pod vodou, kde předvádí nejrůznější výkruty a plavání různé intenzity s variabilním zapojením ocasní ploutve.

Nejčastější projevy nad hladinou
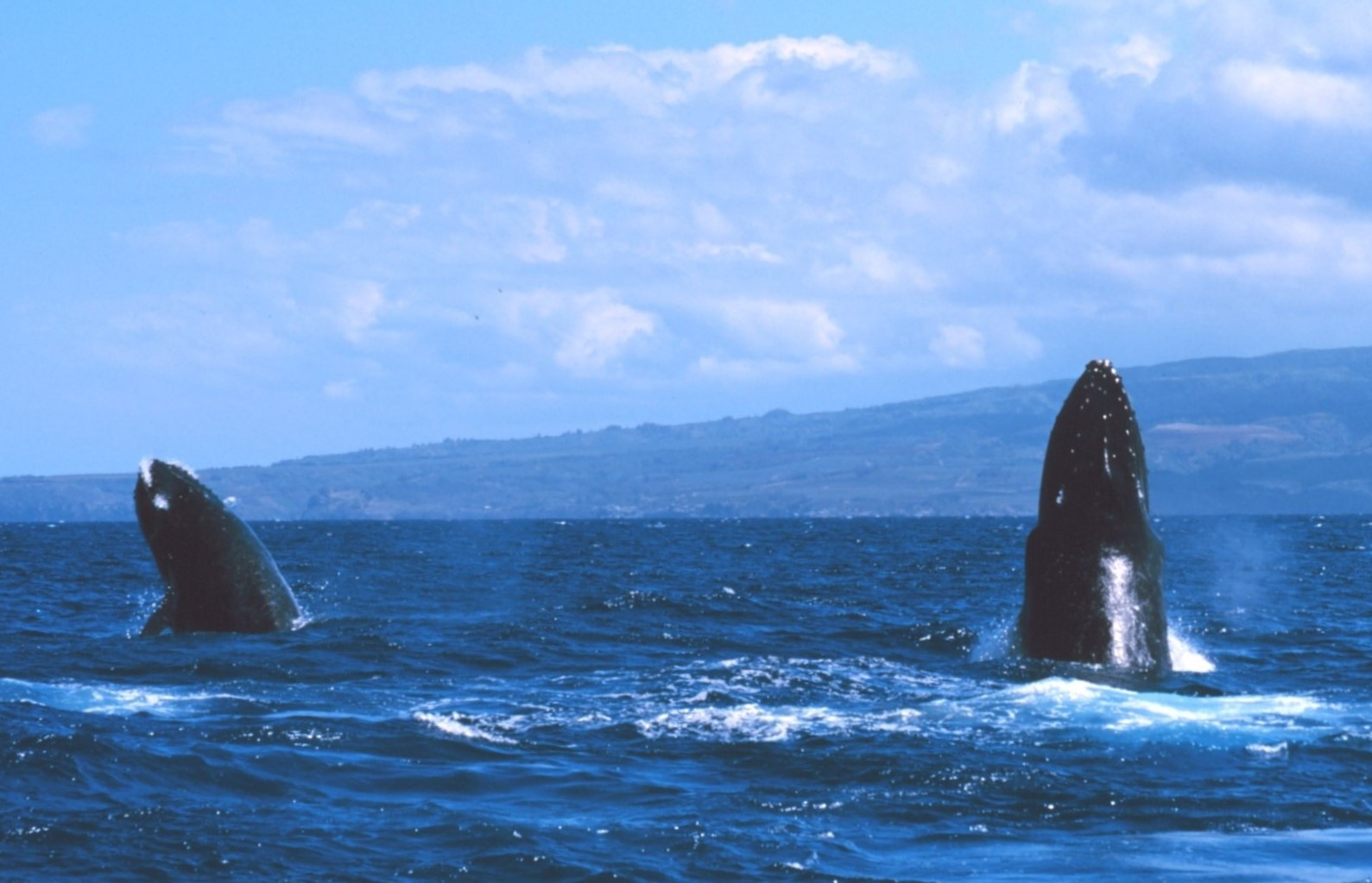
Panáčkování
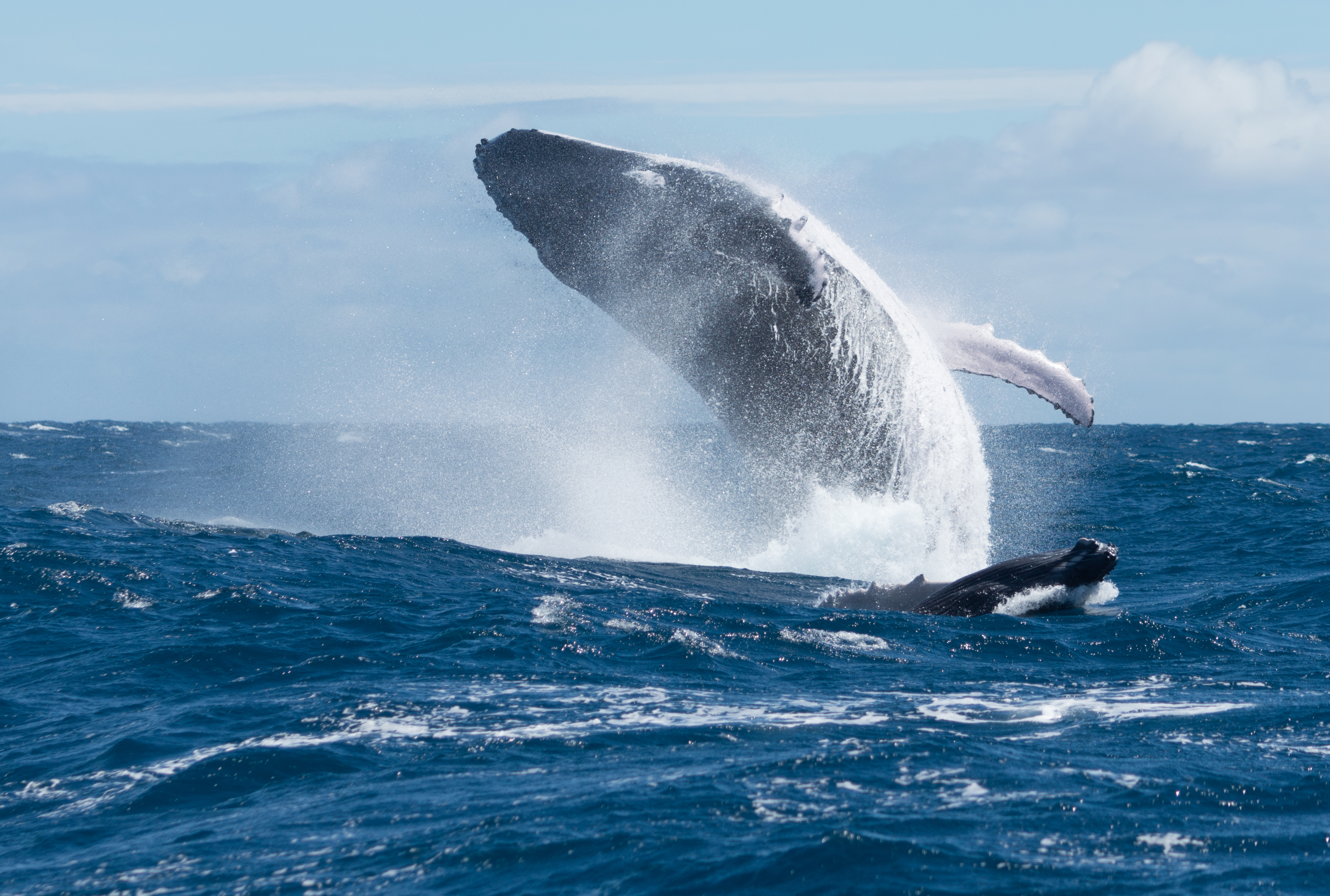
Výskok nad vodu
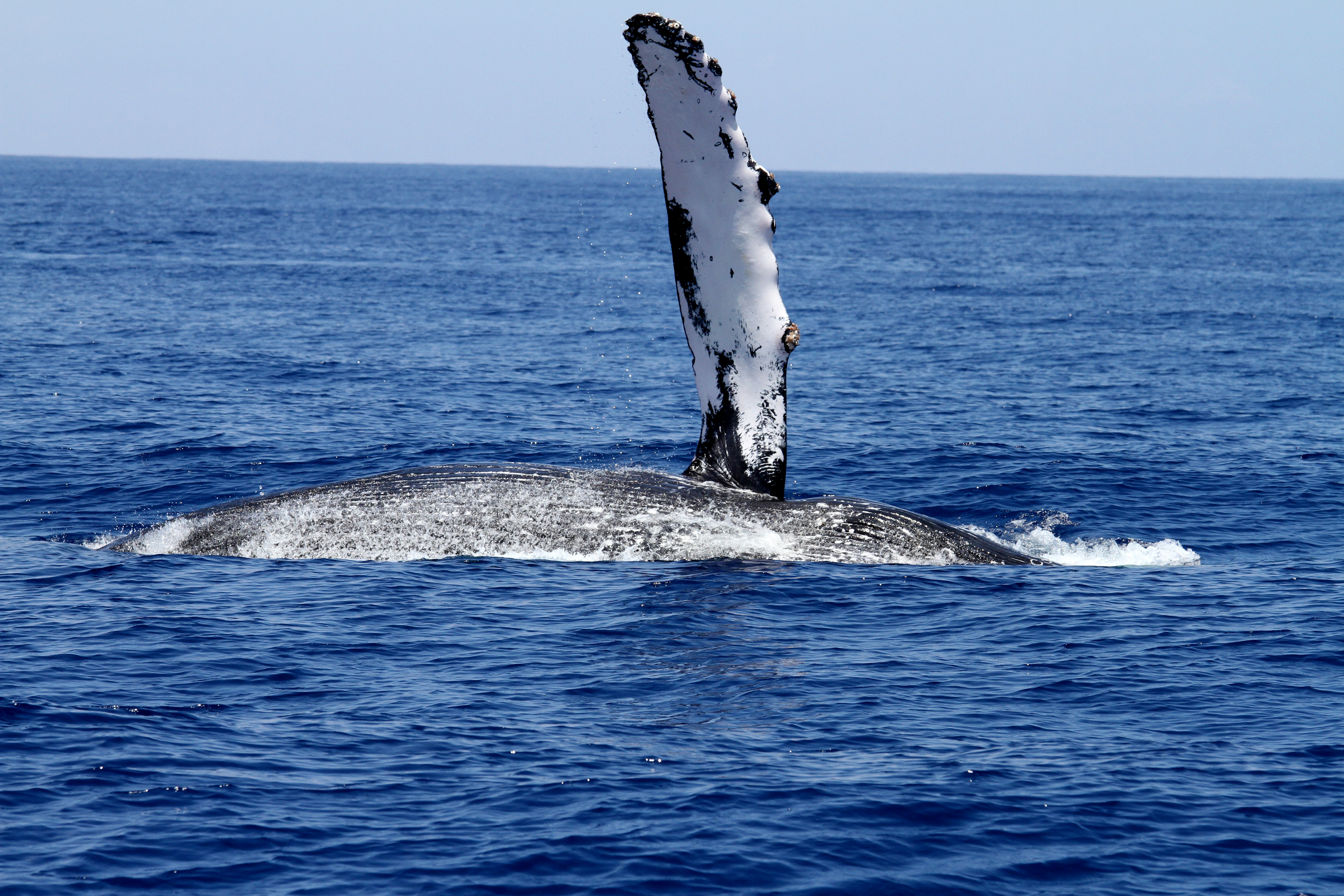
Pleskání hrudní ploutví
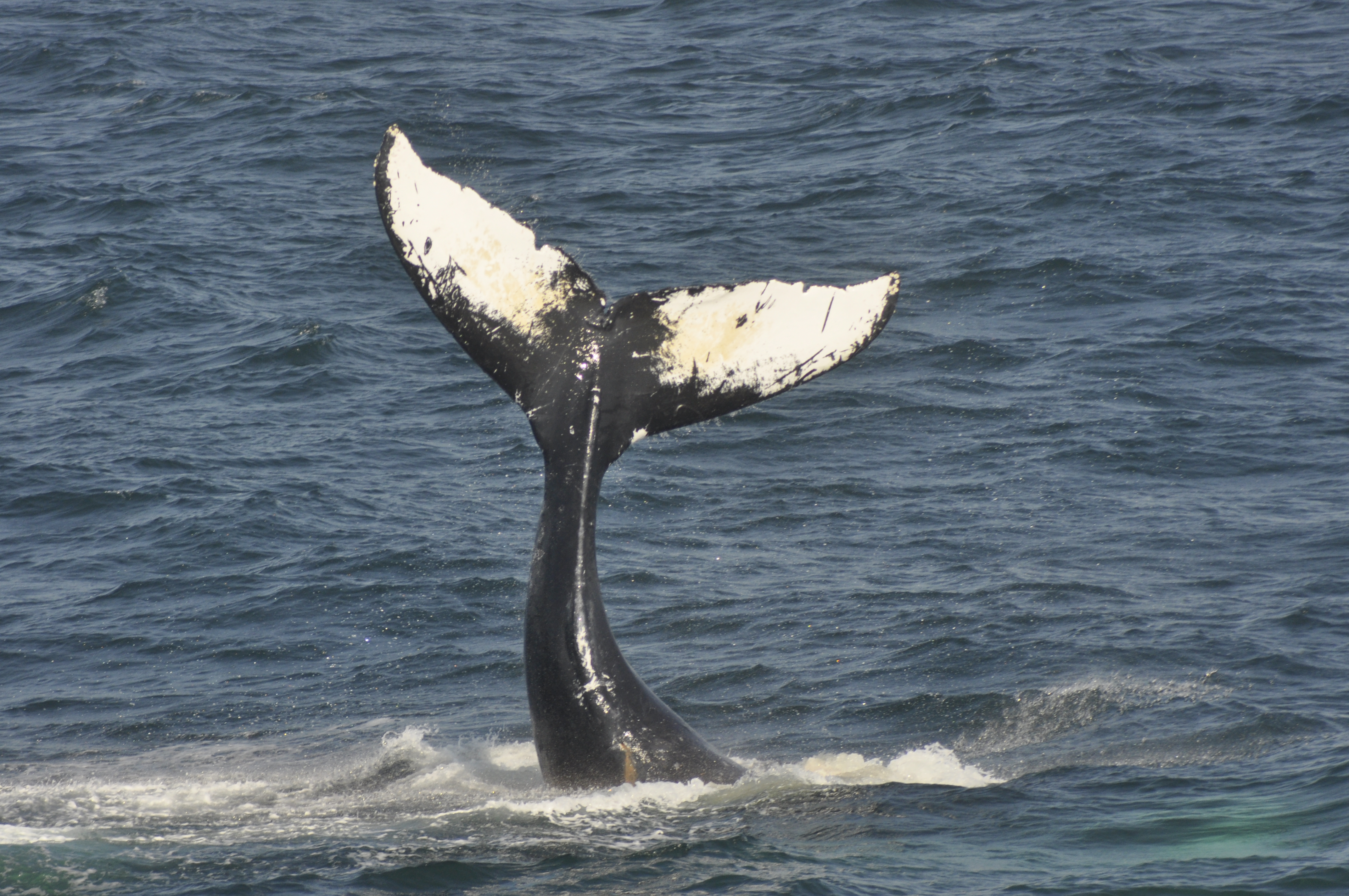
Plácání ocasní ploutví

Keporkaci stráví kolem 70 % času pod vodou a zbytek při hladině. Hloubka a délka ponořování se liší podle oblasti, avšak z různých studií lze vyčíst poměrně jasná preference ke krmení v prvních několika desítkách metrů vodního sloupce, ve kterém keporkaci v průběhu dne a noci uzpůsobují hloubku ponorů lokaci kořisti (typicky se potápí hlouběji kolem východu a západu slunce a mělčeji v noci, což odpovídá diurnální vertikální migraci kořisti). Studie zkoumající potápěcí zvyklosti keporkaků na pastvinách u norských břehů zjistila, že tamější keporkaci se nejčastěji krmi v prvních 50 metrech vodního sloupce a většinou se ponořují na dobu kolem 2–3 minut. Nejhlubší zaznamenaný ponor během norské studie měl 266 m, ten nejdelší 21 minut. U západního Grónska byla pozorována preference keporkaků ponořovat se do 20 metrů, maximální naměřená hloubka ponoru byla 392 m. Průměrná délka ponoru byla necelé 4 minuty. Vůbec nejhlubší zaznamenaný ponor s hloubkou 616 m byl naměřen dospělému jedinci u antarktického pobřeží.

### Migrace

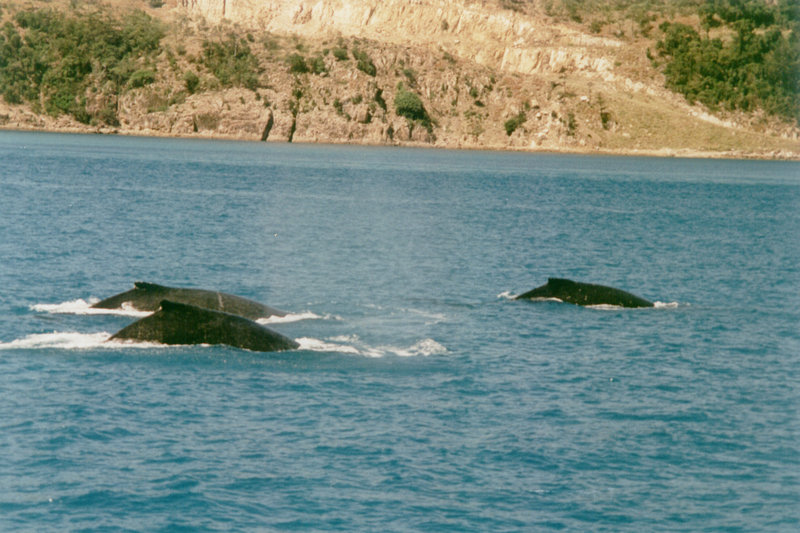
Hřbety plavajících keporkaků

Roční cyklus keporkaků lze rozdělit na tři fáze: letní, migrační a zimní. Každá tato fáze je spojována se specifickým typem chování. Na jaře, v létě a na podzim keporkaci tráví čas ve studených vodách vysokých zeměpisných šířek, kde se vydatně krmí a dochází zde jen k opravdu minimálnímu množství kopulačních aktivit. Koncem podzimu se vydávají na migrační cestu do mělkých tropických vod, kde se páří a rodí mláďata. Konkrétní doba migrace závisí na oblasti a polokouli. Keporkaci typicky nepřekračují rovník, takže měsíc jejich migrace je na polokoulích převrácen. Jako první se na migrační cestu z krmišť do rozmnožišť vydávají samice s mláďaty (jsou nejpomalejší), poté nedospělí jedinci následováni dospělými samici a nakonec i březí samice. V době migrace i zimních měsíců se keporkakové většinou postí, nicméně přinejmenším někteří jedinci přijímají během migrace potravu; není však jasné, zda se jedná o cílené nebo příležitostné krmení.
Délka migrační cesty keporkaků se může dramaticky lišit v závislosti na lokaci populace. Např. migrační trasa z jihovýchodní Austrálie k antarktickým břehům je dlouhá kolem 3000 km a keporkaci z Mainského zálivu migrující do Karibiku musí urazit kolem 4600 km. Do Karibiku migrují i někteří keporkaci ze západního Grónska, kteří tak urazí kolem 6600 km jedním směrem. Nejdelší zaznamenaná migrace byla naměřena u jedince pozorovaného v dubnu u Antarktického poloostrova a v srpnu u břehů Kolumbie. Přímá, tedy nejkratší vzdálenost mezi oběma místy je 8334 km. Keporkak má dokonce zápis v Guinnessově knize rekordů coby „nejdelší savčí migrace“. Během migrace urazí kolem 80 km denně. Běžně se pohybuje rychlostí kolem 2–4 km/h, při migraci se může pohybovat i 15 km/h a při ohrožení až 27 km/h.

### Potrava a lov

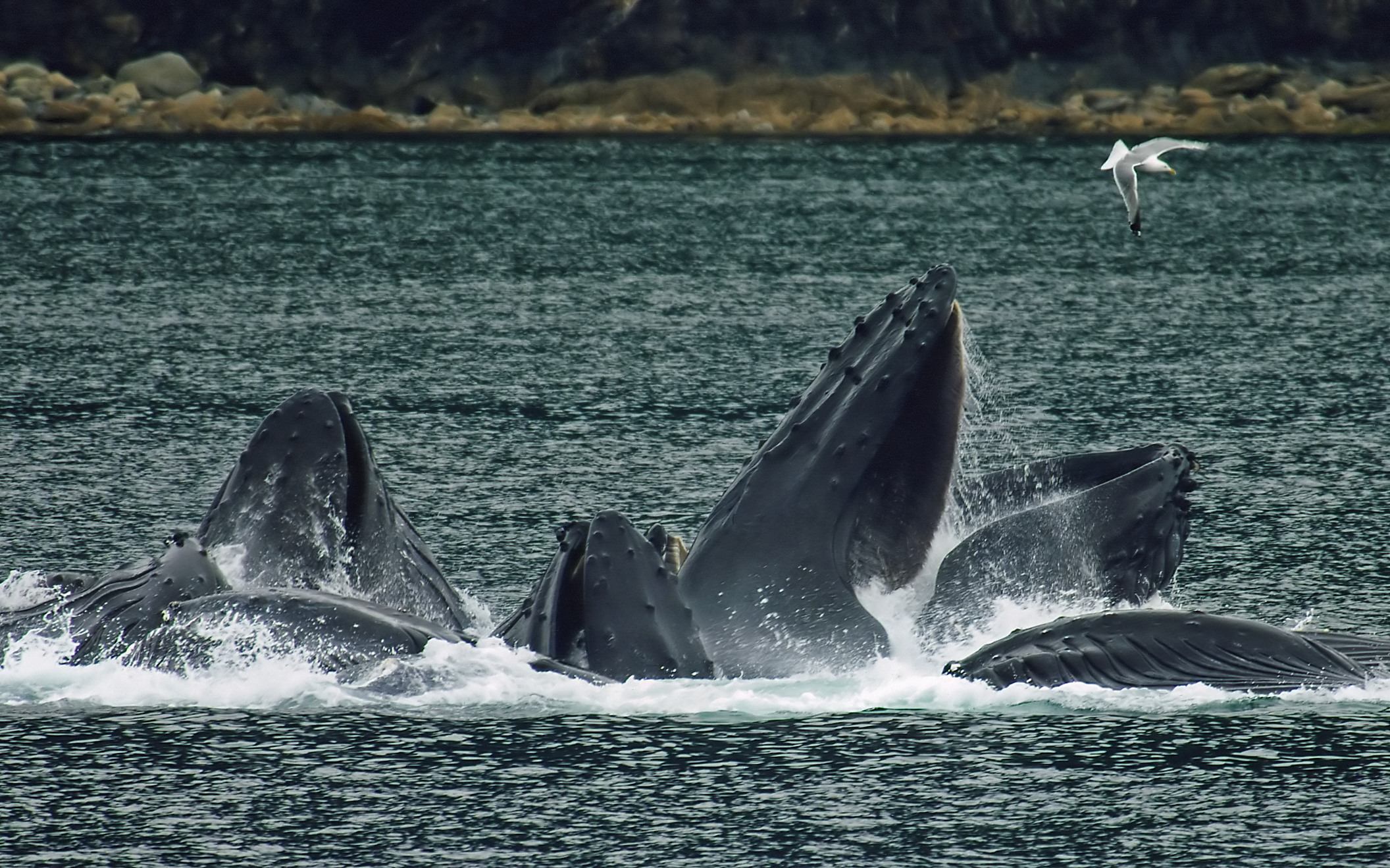
Skupina keporkaků během krmení u hladiny

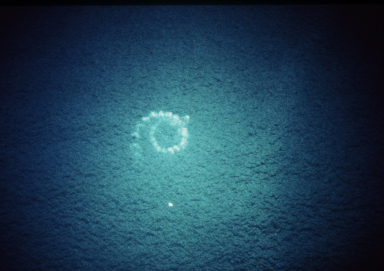
Bublinová spirála z ptačího pohledu opisuje tvar čísla 9

Keporkaci jsou potravní generalisté. Krmí se hlavně krilem a malými rybkami pohybujícími se v obřích hejnech. K nejčastěji požíraným hejnovitým rybám patří sledi (nejvíce rodu Clupea), huňáčci (hlavně huňáčci severní), makrely (hlavně makrely obecné) a smačky (hlavně z rodu Ammodytes). Z krillu keporkaci nejčastěji hodují na krunýřovkách krillových (hlavně na jižní polokouli) a dále krunýřovkách z rodů Euphausia, Thysanoessa a Meganyctiphanes. Občas požírají i komerčně důležité ryby, jako jsou mladé tresky (Pollachius, Gadus). Na jihovýchodě Aljašky se naučili krmit na lososech z místních lososích farem, kteří jsou hromadně vypouštěni do moře za účelem podpory volně žijící populace. Stejně jako ostatní kosticové velryby, pojídají kořist tak, že do své mohutné tlamy naberou velké množství vody společně s kořistí, a po zavření tlamy vytlačí vodu skrze kostice, které fungují jako filtr, a v tlamě tak zůstane jen polapená kořist, kterou poté spolknou.

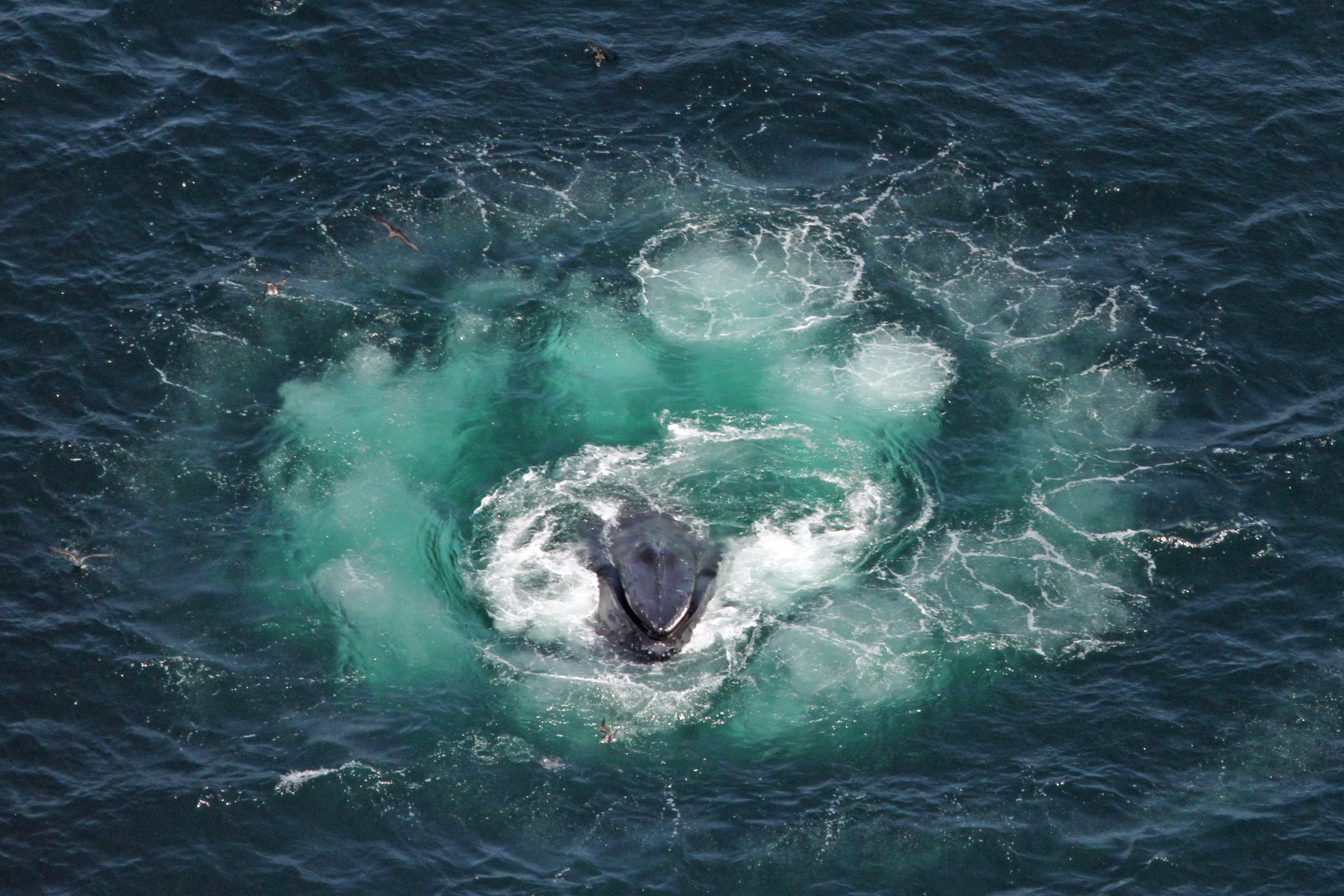
Keporkak při lovu pomocí bublinové sítě

Často používají loveckou techniku známou jako bublinová síť. Skupina keporkaků podpluje vyhlédnuté hejno ryb a z hloubky do 20m začne vypouštět z dýchacích otvorů bubliny, přičemž se pohybuje ve spirále směrem k hladině. Průměr spirál se neustále zmenšuje a nutí rybky shlukovat se stále blíže k sobě. Bubliny slouží jako účinná bariéra, do které se ryby neodváží vplout. Jakmile je kořist nahnána do středu bublinové sítě těsně k hladině, keporkakové se na ni vrhnou v synchronizovaných chňapnutích. Při spirálové technice bubliny na hladině opisují tvar čísla 9. Při synchronizovaném chňapnutí se 6–12 či více keporkaků najednou vertikálně vynoří z hladiny a otevřenými tlamami naberou kořist. Ke koordinaci pohybu využívají vokální projevy připomínající nářek. Tento nářek typicky začne krátkým stoupavým zvukem, po kterém drží tón na stejné frekvenci, dokud jej neukončí krátkým klesavým tónem. Naříkavý zvuk vydávaný keporkaky během koordinace bublinové sítě byl nahrán a přehráván hejnu sleďů, kteří se po poslechu nahrávky dali na útěk.
Technika bublinové sítě může mít řadu variací; keporkakové někdy tvoří z bublin jen částečnou bariéru ve tvaru půlměsíce nebo vytvoří několik bublinových sloupů kolem kořisti. Častý je tzv. bublinový mrak, čili jeden velký shluk bublin. Keporkaci nemusí lovit jen touto technikou; během výzkumu jejich potravního chování v západním Atlantiku používali bubliny při lovu zhruba v polovině případů. Jediní další kytovci, kteří používají bubliny k lovu, jsou zástupci druhového komplexu plejtváka Brydeova.
V roce 1980 byla v oblasti Mainského zálivu poprvé zdokumentována variace bublinové sítě, která zahrnuje počáteční 1–4 plácnutí vnitřní strany ocasní ploutve o vodní hladinu, načež keporkak vytvoří standardní spirálovitou bublinovou síť. K pozorování této techniky došlo nedlouho poté, co v oblasti došlo ke kolapsu populace sleďů. Keporkaci se proto začali zaměřovat na smačky, a plácnutí do vody tak může být adaptací na novou kořist: může představovat jakousi provokaci smačků, kteří se ze strachu smrsknou do těsnějšího hejna. V následujících desetiletích po roce 1980 byla tato variace bublinové techniky pozorována u stovek dalších keporkaků z oblasti, což patrně vypovídá o jejich rychlých adaptačních schopnostech a sociálním učení. U již zmíněné lososí farmy z jihovýchodu Aljašky bylo v letech 2016–2018 poprvé zdokumentováno, že keporkaci mohou během nahánění ryb bublinovou sítí využívat i své hrudní ploutve s cílem zefektivnění lovu. Nejdříve vytvoří pod mladými lososy bublinou past, načež pokračují ve spirálovitém pohybu a za použití své mohutné hrudní ploutve nahánějí lososy do středu pasti a poté je polapí svou mohutnou tlamou. Pohyby hrudní ploutve v tomto případě patrně mají trojí účel, a sice vytvoření bariéry zabraňující úniku lososů, vytvoření vodního proudu, který nahání ryby ke keporkakově tlamě, a konečně vyplašení ryb pomocí světlé břišní strany hrudních ploutví. Toto chování napovídá, že keporkaci mohou být dobře přizpůsobiví změně potravní nabídky.
Není úplně jasné, jakým způsobem keporkaci nachází potravu. Schopnost echolokace nemají, čich je vyvinut jen špatně a ani dobrý zrak by jim v zakalených vodách příliš dobře neposloužil. Spoléhají tedy hlavně na sluch. Podle jedné z hypotéz odposlouchávají proudění plynů ze zažívacích traktů malých ryb. Některé hejnovité ryby používají zvuky vydávané vypouštěním plynu ze střev ke zmatení svých predátorů, nicméně je možné, že u keporkaků to funguje přesně naopak, totiž že je takto upozorní na svou přítomnost.

### Rozmnožování

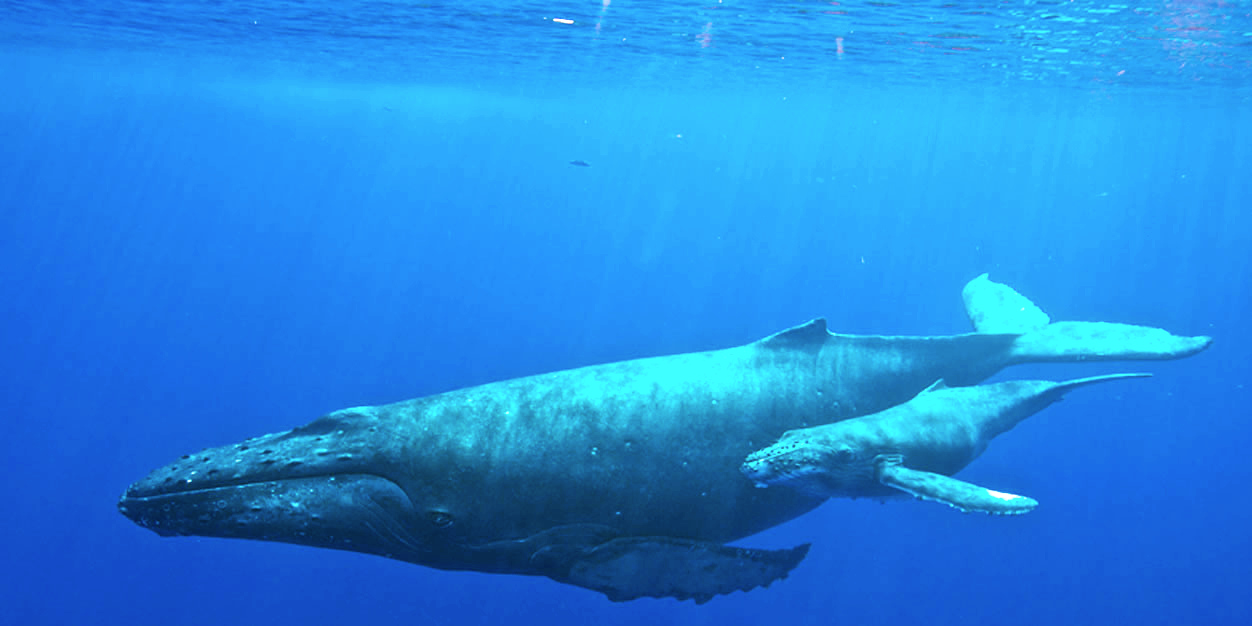
Samice s mládětem

Rozmnožování keporkaků je sezónní a dochází k němu pouze v zimě v oblasti tropických rozmnožišť. Rozmnožovací systém je komplikovaný a dosud nebyl uspokojivě vysvětlen. Některými autory byl popsán jako lek. U takového tvrzení je nicméně problematické, že definice leku není všeobecně akceptována, takže může být nepřesné se snažit rozmnožovací systém keporkaků pod pojem leku vtěsnat. U keporkaků navíc nedochází k vyhranění prostorových teritorií jako u klasických lekových druhů. Jejich rozmnožovací systém by se spíše dal popsat jako „polygynie dominovaná samci“. Ať už tak či onak, rozmnožovací systém zahrnuje značnou míru promiskuity a polygynie, což bylo potvrzeno i genetickými studiemi. Poté, co keporkaci dorazí do teplých vod svých rozmnožišť, započnou samci se svým komplexním vokálním repertoárem, prostřednictvím něhož patrně dochází k soupeření o samice. Významným prvkem námluv je doprovod samic (s mláďaty nebo bez) samci. Tito samci se v literatuře označují za „eskorty“ (escort). V případě obklopení samice několika takovými eskorty tato skupinka typicky rychle plave, zatímco samci se angažují v přetlačování, výhrůžném pózování, pleskání ocasem a nahánění, čímž soupeří o nejtěsnější pozici u samice. Často se najde samec, který je jasně dominantní ostatním samcům ze skupiny. Ti jej mohou o jeho pozici vyzvat nebo se mohou angažovat v celé řadě dalších typů chování, jejichž význam je zatím nejasný. Kopulace dosud pozorována nebyla, předpokládá se, že se odehrává hluboko pod hladinou, možná v rámci popsaných sociálních skupin.

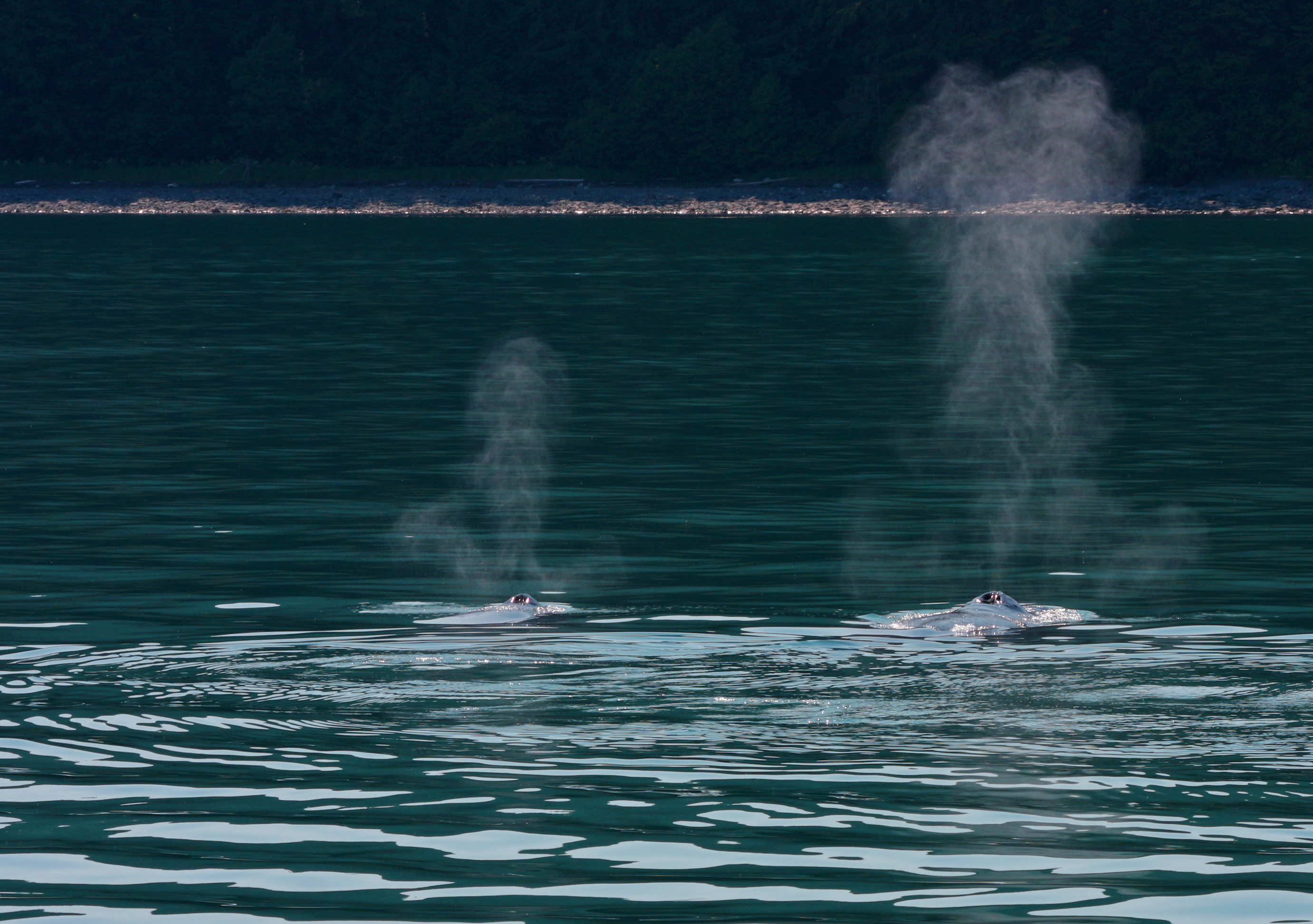
Srovnání výše výdechových fontán u mláděte (vlevo) a samice

Doba březosti trvá kolem 11½ měsíců a většina mláďat se rodí uprostřed zimy, které jsou nicméně v tropických vodách teplé. První zdokumentovaný případ vrhu mláděte keporkaka byl zveřejněn v roce 2013 z madagaskarských pobřežních vod. Tam došlo pod vodou k vrhu mláděte ve skupině, kterou tvořila březí samice doprovázená několika eskorty, kteří těsně před porodem začali kolem březí samice kroužit. Samice se poté potopila a na hladině se objevila krvavá skvrna, z níž se brzy vynořilo mládě. Asi 2 minuty po něm se vynořila i samice, která si od té doby již držela svého potomka těsně u těla. Celý porod trval kolem 4 minut. Novorozená mláďata měří asi 4–5 m a váží kolem 1–2 tun. Prvních 6 měsíců se živí pouze velmi tučným mateřským mlékem, poté začínají přijímat i tuhou stravu. Osamostatňují se při dosažení délky kolem 8–10 m, což odpovídá věku zhruba jednoho roku. Pohlavní dospělosti dosahují kolem 5 let. Samice zabřezne pouze jednou za každé 2–3 roky, i když byly zaznamenány vrhy v bezprostředně následujících rocích. Může se patrně dožít více než 50 let.

### Vokalizace
V období rozmnožování samci keporkaků produkují celou plejádu vysoce komplexních písní, pročež si keporkaci vysloužili přezdívku „zpívající velryby.“ Mořský biolog Philip Clapham jejich zpěv dokonce označil za „pravděpodobně nejkomplexnější v celé živočišné říši“. Písně mívají frekvenci mezi 20 Hz–24 kHz; pro srovnání člověk dokáže slyšet frekvence mezi 20 Hz–20 kHz, čili většina keporkačích písní je pro člověka slyšitelných. Písně se mohou nést i desítky kilometrů skrze vodní sloupec a mohou dosáhnout hlukové hranice až 189 dB. V závislosti na lokaci má samčí píseň typicky 5–30 minut, avšak může trvat i mnohem déle. Samci mohou zpívat v řádu hodin a dokonce i dní, avšak v takovýchto případech se jedná o stejnou píseň zpívanou dokola. V případě opakování písní mezi nimi není žádná pauza. Samice se vokálně sice projevují, avšak nezpívají.
V základu písně stojí individuální zvuk neboli jednotka, která by se dala přirovnat ke klasické notě. Písňové jednotky mohou být vysoce proměnlivé. Mohou trvat jen zlomek vteřiny až několik vteřin, mohou být stoupavé či klesavé a mohou se pohybovat v amplitudové modulaci (AM) nebo frekvenční modulaci (FM). Tyto jednotky jsou opakovány a kombinovány, čímž vznikají fráze. Několik frází tvoří tzv. téma. Každá píseň typicky zahrnuje kolem 4–12 témat.

Písně keporkaků z určité oblasti, resp. ze stejné subpopulace, si jsou navzájem extrémně podobné. Individuální samec může své písně časem postupně upravovat, což typicky zapříčiní, že ostatní samci z téže subpopulace tyto nově upravené písně zkopírují, až se píseň rozšíří napříč subpopulací. Rychlost šíření může být vysoce variabilní. Zpívaná témata se tímto neustále vyvíjí; nejdelší zaznamenaná doba, po kterou se téma nezměnilo, je 5 let. Byly zdokumentovány případy, kdy se písně rozšířily z jedné subpopulace do druhé a na jižní polokouli bylo zdokumentováno, že téma písně se může rychle rozšířit napříč subpopulacemi vzdálenými od sebe i 14 000 km (z východní Austrálie k Ekvádoru). Ke kulturní výměně písní může docházet i na migračních zastávkách. Na východě Austrálie byl zaznamenán případ, kdy malá skupinka zatoulaných keporkaků ze západní Austrálie rozšířila ve východní subpopulaci své písně, které tato východní subpopulace plně přijala za své.
Účel a význam zpěvu keporkaků je v odborné i populárně-naučné literatuře již dlouhou dobu předmětem diskusí. Zpěv bude patrně sloužit hned několikerým účelům. K těm patří nalákání samic k individuálnímu samci nebo rovnou na rozmnožiště (lekoviště) a zpěv také slouží jako zprostředkovatel sociálního uspořádání mezi samci, tzn. jako prostředek vyjádření kooperace nebo dominance. Jinými slovy, sociální vazby keporkaků jsou velmi komplexní stejně jako význam jejich zpěvu. Podle alternativní teorie se může jednat o jakousi formu echolokace, díky které keporkaci naleznou jedince svého druhu. Převážná většina zpívání se odehrává v zimních měsících v oblasti rozmnožišť, nicméně samci mohou občasně zpívat i během migrace nebo na letních pastvinách. Sociálně určené písně jsou příkladem rapidní kulturní evoluce. Kulturní výměna písní mezi subpopulacemi při jejich migračních cestách vedla k hypotéze, že v písních jsou zakódovány informace o migrační cestě keporkaků.
Vedle zpěvu vydávají tito kytovci i další zvuky. V sociálních skupinkách s matkou, mládětem a jejími eskorty si keporkaci často hlasitě odfrknou. Tento nízkofrekvenční zvuk je patrně způsob komunikace v rámci skupiny. Ve skupinách samců často dochází k ještě hlasitějšímu, nízkofrekvenčnímu zabručení, které bývá delší než odfrknutí. Bručení patrně slouží k vyjádření fyzické velikosti samců a pravděpodobně má funkci udržování sociálního statutu v rámci skupiny. Podobnou funkci mají i vysoce položené nářky, které lze slyšet hlavně v samčích skupinách.

### Predátoři

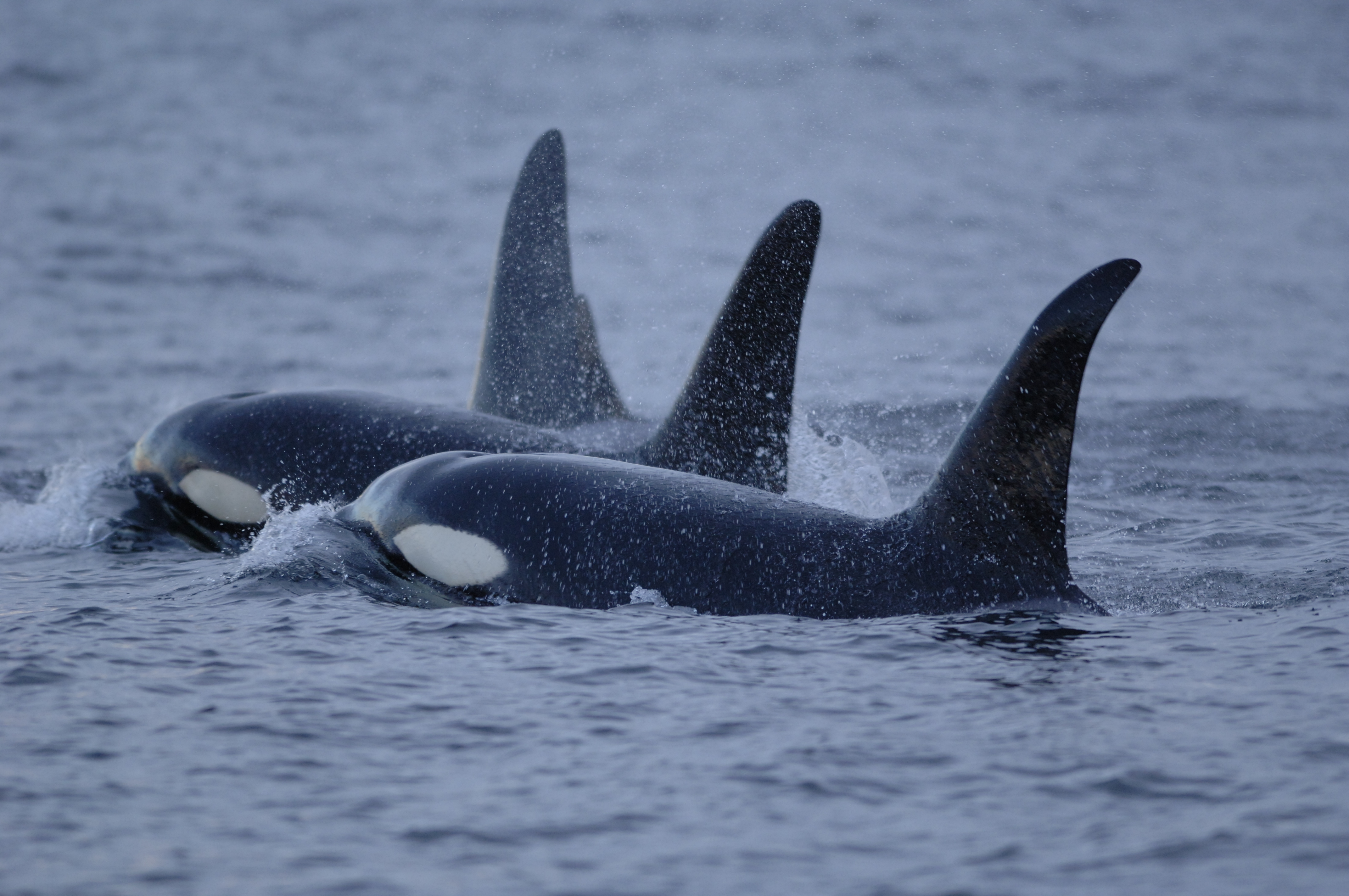
Kosatky (na fotografii) nejčastěji loví mláďata keporkaků

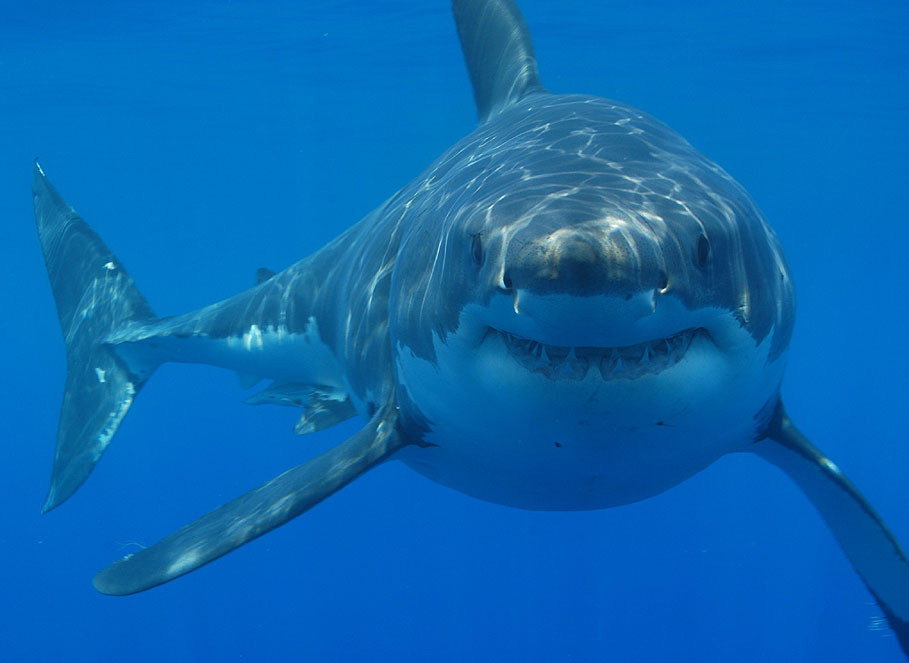
Žralok bílý je dalším potvrzeným predátorem keporkaků

Jedním z mála predátorů keporkaků jsou kosatky dravé. Kosatky útočí hlavně na mláďata a nedospělé jedince, kterým po útocích na těle nezřídka zůstanou hrábovité jizvy způsobené zuby kosatek. Keporkaci se brání útokům kosatek buďto uplaváním do mělčích vod či k blízké lodi, nebo dospělí, velcí jedinci připlavou do těsné blízkosti matky a napadeného mláděte. Matky si v případě hrozícího útoku kosatek přisunou mládě těsně k tělu, a někdy jej mohou dokonce nadzvednout nad vodu svou hlavou nebo plácají do vody silným ocasem. Je možné, že přinejmenším některé populace kosatek se kdysi specializovaly na lov velkých velryb, avšak po poklesu počtu kosticovců v době velrybářských výprav se začaly zaměřovat na jiné druhy kořisti. Po všeobecném zákazu lovu velryb z roku 1963 nastala obnova většiny populací kosticovců a je tak možné, že se kosatky k lovu kosticových velryb pomalu vrací. V souvislosti s (teoretickou) vysokou mírou predace v době před velrybářskými výpravami bylo dokonce navrženo, že migrace kosticových velryb včetně keporkaků vznikla jako antipredační strategie vůči lovu kosatkami. Tato poněkud kontroverzní hypotéza se však zatím nepotvrdila i přes to, že úmrtnost mláďat keporkaků v následku kosatčích útoků může být v některých oblastech poměrně velká.
Keporkaci jsou známi i tím, že brání jiné druhy před útoky kosatek nebo se dokonce věnují tzv. mobbingu, čili aktivnímu obtěžování kosatek. Nejde přitom o ojedinělé incidenty. Jen mezi lety 1951–2012 byly zdokumentovány desítky případů, kdy keporkaci překazili kosatkám lov či konzumaci kořisti nebo se o to alespoň pokusili. Vedle bránění mláďat jiných kytovců byly zaznamenány případy, kdy keporkaci bránili ploutvonožce či měsíčníky svítivé. Při bránění jiných druhů keporkaci často spolupracují v párech nebo skupinách a neváhají plavat i 2 km, aby jinému druhu pomohli. Toto chování není dosud uspokojivě vysvětleno. Může se jednat o preventivní ochranu mláďat tím, že keporkaci kosatkám ukazují svou odhodlanost bránit menší živočichy. Možná se jim mstí za předchozí útoky na sebe. Nelze vyloučit ani jakousi formu altruismu. Keporkaci jsou jedinými známými kytovci, kteří takto mobbují kosatky a mohou je okrást o jejich kořist. Kosatky přitom nemusí pro keporkaky automaticky představovat nepřítele. U břehů severního Norska byly pozorovány kosatky, jak se společně s keporkaky krmí na sledích obecných bez známek agrese.
Dalším potvrzeným predátorem keporkaků je žralok bílý. První případ usmrcení živého keporkaka žraloky bílými byl zdokumentován teprve v roce 2017 u jihoafrických břehů. Skupinka žraloků bílých vypočítavým způsobem usmrtila keporkaka zamotaného v rybářském náčiní. Podle vypočítavého chování žraloků (útočení na ocas a životně důležité orgány) se patrně nejednalo o jejich první útok na velkého kosticovce. K dalšímu zdokumentovanému incidentu došlo v roce 2020 opět u jihoafrického pobřeží. Žralok nejdříve napadl úzké místo na ocasní ploutvi keporkaka mezi spodní části hřbetu a počátkem ocasní ploutve, takže kytovec začal silně krvácet a zároveň došlo k postupnému omezení jeho pohybových schopností. Žralok poté čekal kolem 30 minut v záloze, načež se vrátil a začal tahat evidentně oslabeného keporkaka pod vodu. Za dalších 20 minut byl keporkak mrtev, patrně na následky udušení.

### Parazité

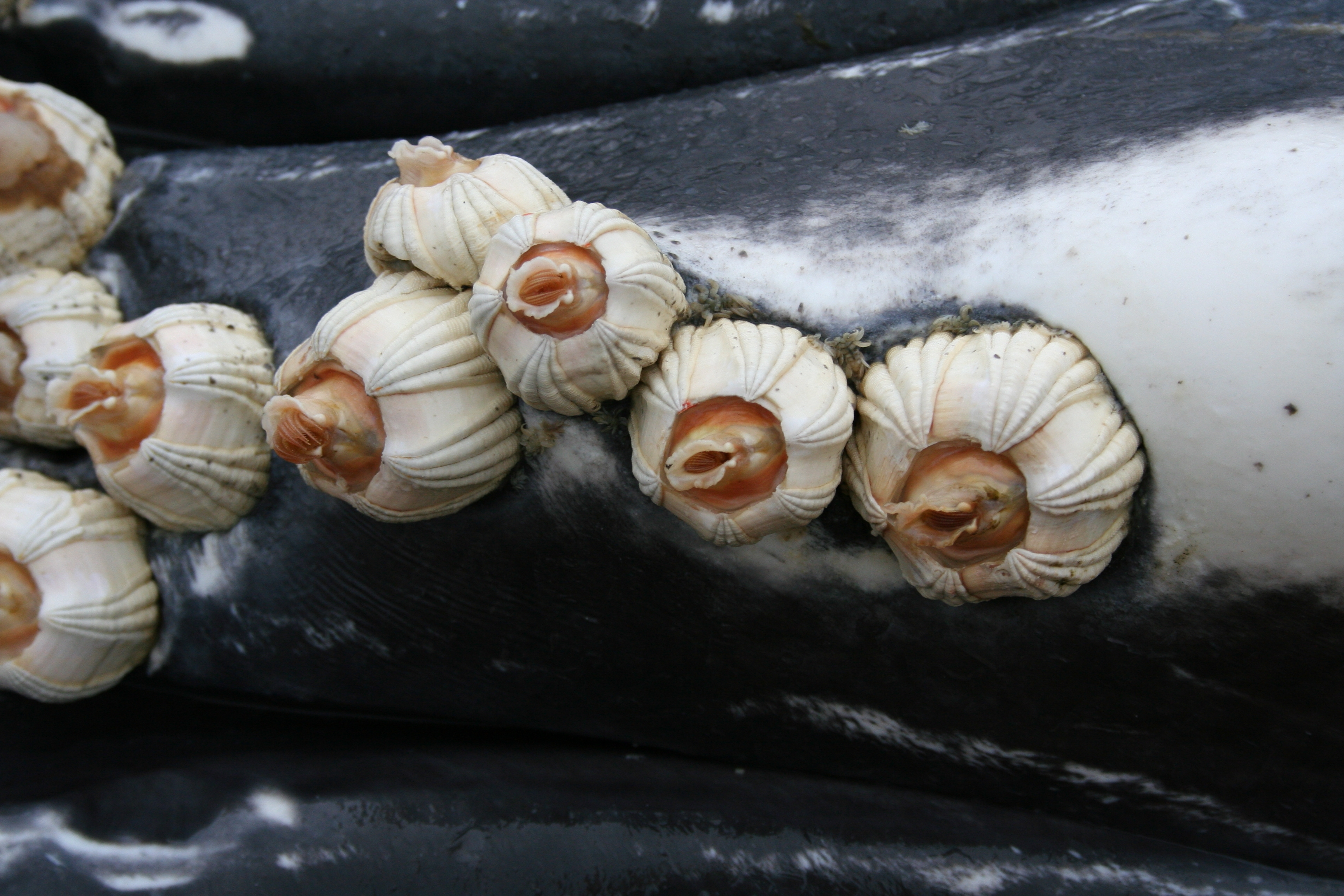
Svijonožci druhu Coronula diadema přichycení na hrdelních rýhách mrtvého nedospělého jedince (Aljaška)

Nejčastějšími parazity keporkaků jsou různonožec Cyamus boopis a svijonožci rodů Coronula a Conchoderma. Různonožci Cyamus boopis kolonizují hlavně oblasti s nízkým prouděním vody, jako jsou dýchací otvory, rány, hrdelní drážky a oblasti kolem svijonožců. Krmí se vrstvou kůže s obsahem pigmentu. Cyamus boopis se vyskytuje pouze na keporkacích.
Svijonožci přichycení na kůži nepředstavují klasické ektoparazity, jelikož se neživí kůží ani tekutinami keporkaků; potravu získávají filtrací mikroorganismů z vody a na keporkacích jsou pouze přichycení. Zástupci rodu Coronula (Coronula diadema a Coronula reginae) mívají zavalitá těla kónického typu, a tvoří podkladový substrát pro přichycení svijonožců rodu Conchoderma (Conchoderma auritum a Conchoderma virgatum). Svijonožci se shlukují do kolonií nejčastěji na špičce spodní čelisti, ve střední hrdelní rýze, na hrbolcích na přední hraně hrudních ploutví a v oblasti genitálií. Starší keporkaci mívají více svijonožců než mladí. Svijonožci mohou být na tělech keporkaků velmi početní a mohou dokonce negativně ovlivnit jejich hydrodynamiku. V krajních případech mohou mít keporkaci na svém těle až půl tuny svijonožců.

## Rozšíření a populace
Keporkaci mají kosmopolitní rozšíření napříč všemi oceány s výjimkou nejsevernějších arktických oblastí, některých geograficky uzavřenějších moří a oblastí přímo na rovníku. K nejsevernějšímu pozorování došlo u 81° s. š., severně od Země Františka Josefa. V létě vyhledávají pobřežní či šelfové vody, v zimě se sdružují nad útesovými systémy a v blízkosti tropických ostrovů. Keporkaci bývali výjimečně pozorováni i v Baltském a Středozemním moři. Od roku 1990 počet středomořských pozorování stoupá. V roce 2013 došlo ve Středomoří k prvnímu opakovanému pozorování stejného  jedince, který zde byl prvně spatřen v roce 2012. Důvod pro vzrůstající počet pozorování ve Středomoří je nejasný. Výjimečně se keporkaci objevují i Baltském moři. Vzácně zavítají až do polských vod, kde byl keporkak pozorován v roce 1979, a pak až v letech 2006 a 2014. Do sladkých vod řek zavítají jen výjimečně.
V populaci keporkaků bylo identifikováno 15 hlavních subpopulací pojmenovaných podle místa, kde se nejčastěji rozmnožují. K těmto oblastem patří Západní Indie, Kapverdy/severozápadní Afrika, Havaj, střední Amerika, Mexiko, Okinawa/Filipíny, západní Pacifik, západní Austrálie, východní Austrálie, Oceánie, jihovýchodní Pacifik, Brazílie, Gabon/jihozápadní Afrika, jihovýchodní Afrika/Madagaskar, Arabské moře. Celková populace se k roku 2018 odhadovala na 135 000 kusů, z toho 84 000 dospělých jedinců.

## Vztah klidem

### Velrybářství

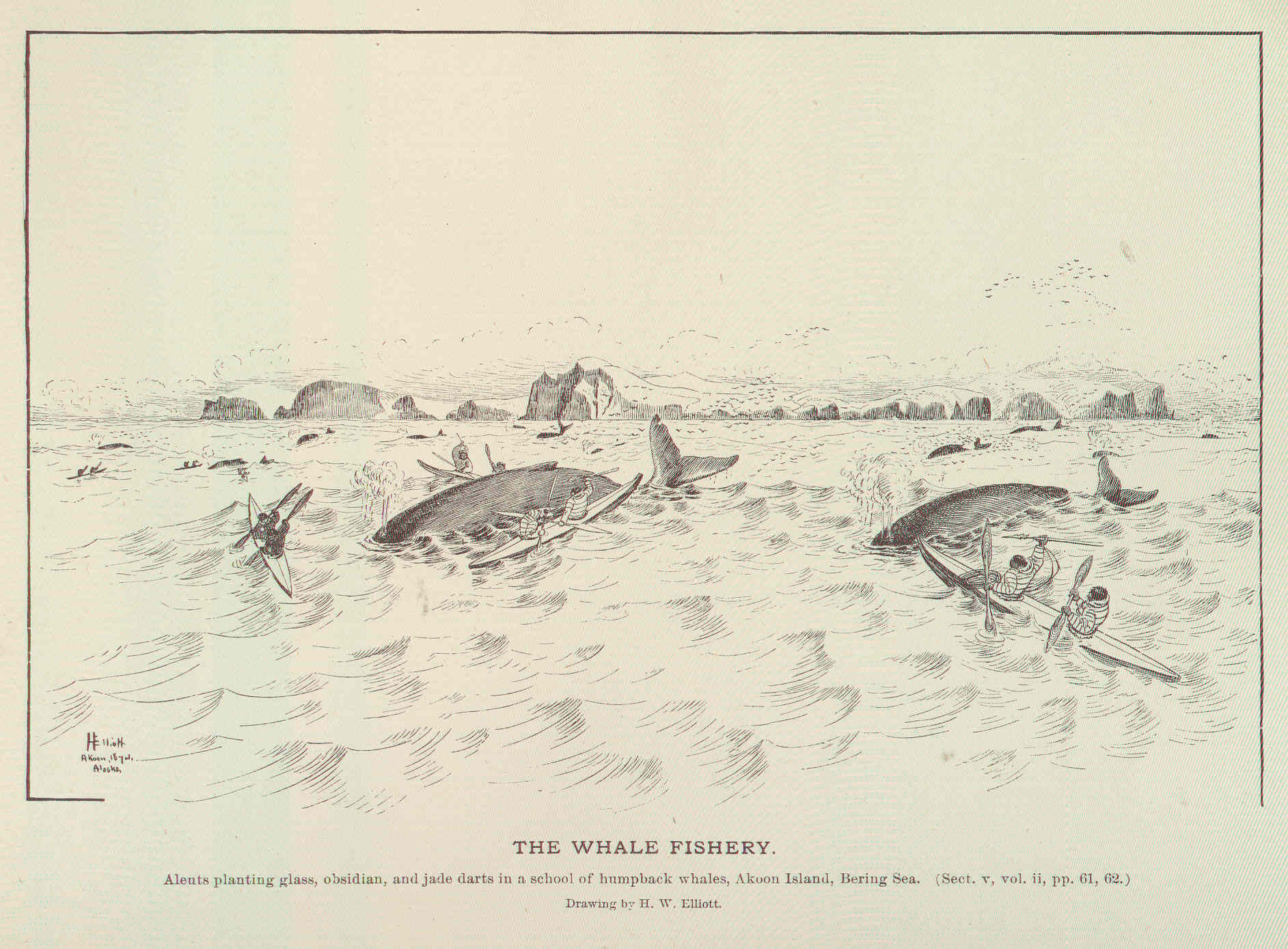
Ilustrace zobrazující Inuity při lovu keporkaků (jihozápadní Aljaška, 1887)

Tradiční komunity z Grónska prokazatelně lovily kosticové velryby již před 4 tisíci lety. Japonští velrybáři lovili keporkaky nejméně od roku 1570. Počty ulovených keporkaků japonskými rybáři patrně začaly stoupat koncem 17. století po zdokonalení velrybářských technik. Až do 20. století není nicméně jasné, kolik keporkaků Japonci do té doby ulovili. Podle jednoho z mála dochovaných dokladů se ví, že jedna z velrybářských stanic z Kjúšú mezi lety 1725–1874 ulovila 21 790 velkých kytovců, z čehož většina patrně byli keporkaci. Počátky moderního japonského velrybářství sahají do roku 1898 a podle dochovaných dokladů se zdá, že keporkaci tvořili méně než 2 % z ulovených velkých kytovců moderních japonských velrybářů. Na základě toho se předpokládá, že jejich populace byla kolem japonských břehů v té době již řádně zdecimována.
Celková populace keporkaků před moderními velrybářskými výpravami 19. a 20. století se odhaduje na 125 000. V době velrybářských výprav v průběhu 20. století však drasticky poklesla. Velrybáři se často zaměřovali na keporkaky jako první, protože se vyskytovali blízko u pobřeží. Na jižní polokouli bylo v průběhu 20. století zabito kolem 213 000 keporkaků. V severním Pacifiku se započalo s komerčním lovem keporkaků v roce 1905 a do roku 1966 se tamější populace scvrkla na 1000 jedinců. V západní části jižního Atlantiku došlo mezi lety 1830–c. 1950 k poklesu z původních 27 000 keporkaků na 450. Sovětský svaz mezi lety 1947–1972 oznámil ulovení 2 820 keporkaků, nicméně později se ukázalo, že Sověti údaje falšovali a skutečný počet přesahoval 48 000. V roce 1946 došlo k založení Mezinárodní velrybářské komise, která zakázala komerční lov keporkaků v roce 1966, aby nedošlo k jejich úplnému vyhynutí. V té době dosahovala  celková populace méně než 5 000 jedinců, ale od té doby se začala rychle zotavovat.

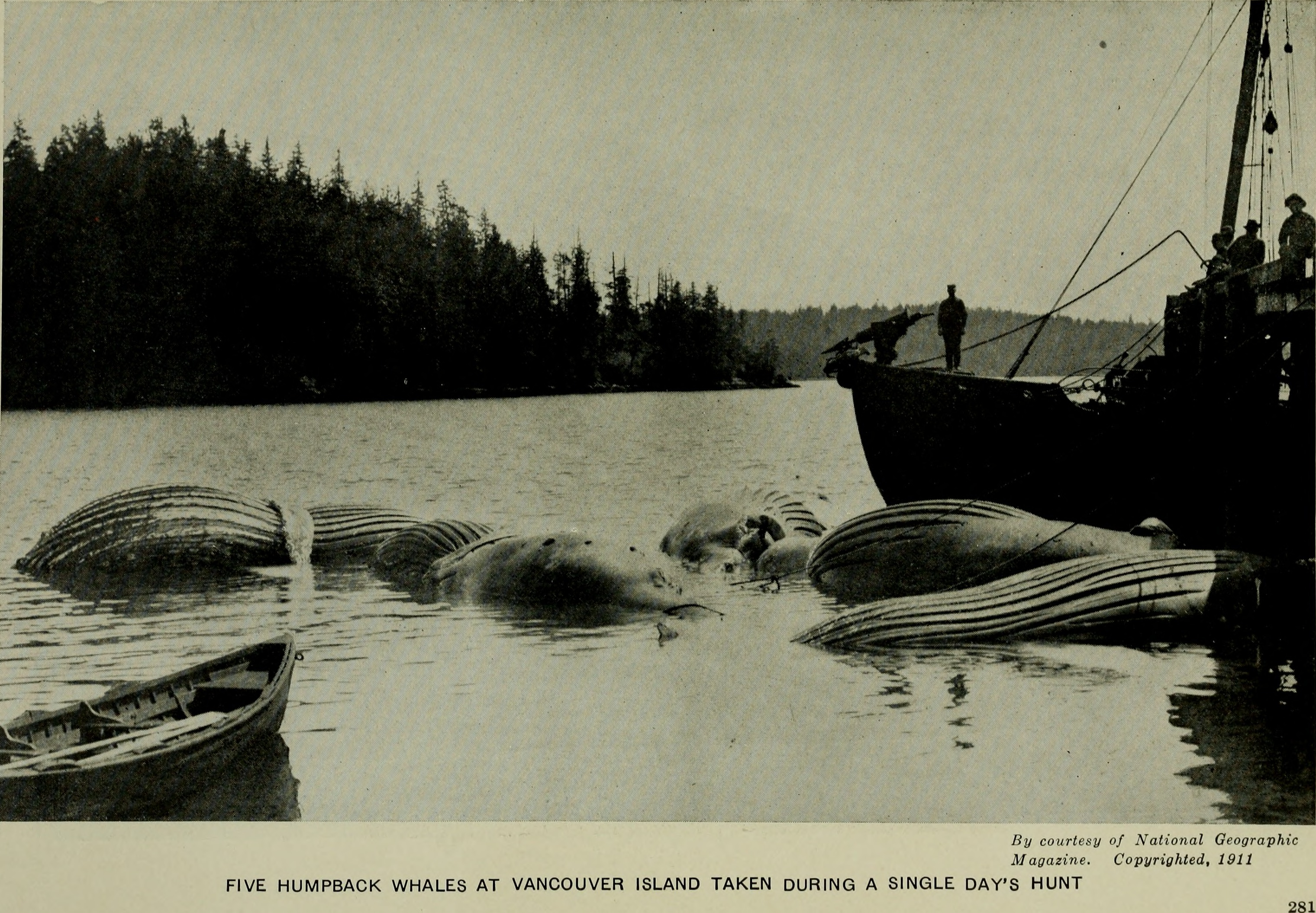
5 ulovených keporkaků u ostrova Vancouver (1911)

Ve 21. století legálně loví keporkaky pouze malé komunity z karibského ostrova Bequia a z Grónska. Grónští velrybáři každoročně uloví méně než 10 jedinců pro „nutriční a kulturní účely“, nicméně maso keporkaků (místně známých jako Pukkelhval) se běžně prodává v supermarketech, kde je dostupné i turistům. Počátky lovu keporkaků domorodci z ostrova Bequia sahají do 19. století, kdy se v oblasti začaly pohybovat americké velrybářské lodě, které postupně začaly najímat místní domorodce jako svou posádku. Tím místní získali bohaté lovecké zkušenosti a od roku 1875/1876 začali v menším měřítku s vlastním lovem. Tento tradiční lov měl v průběhu let řadu letitých přestávek. Hlavně po neúspěšných výpravách místní vážili, zda se jim lov vůbec vyplatí, avšak nakonec v něm pokračovali. Mezinárodní velrybářská komise jim proto roku 2013 nastavila každoroční kvótu 4 keporkaků. Ti jsou loveni na tradičních širokých kánoích za použití harpun i bomb, tedy technického náčiní dostupného v době prvního lovu v polovině 70. let 19. století. Tradiční úprava masa keporkaků beguiskými obyvateli zahrnuje smažení ve vlastním oleji a sušení nasoleného masa na slunci pro pozdější konzumaci. V moderních dobách se pro zachování masa hojně využívají ledničky a mrazáky. Kosti keporkaků slouží k dekorativním účelům (např. kliky u dveří, zábradlí, dekorace v barech) i k vyřezávání sošek, které se prodávají turistům jako suvenýry. Olej z keporkaků je využíván ke smažení obyvateli napříč Malými Antilami.
Japonsko plánovalo v letech 2007/2008 odlovit 50 keporkaků ročně k „výzkumným účelům“ v rámci programu JARPA-II, od plánu však upustilo po vlně globálních protestů.

### Ohrožení

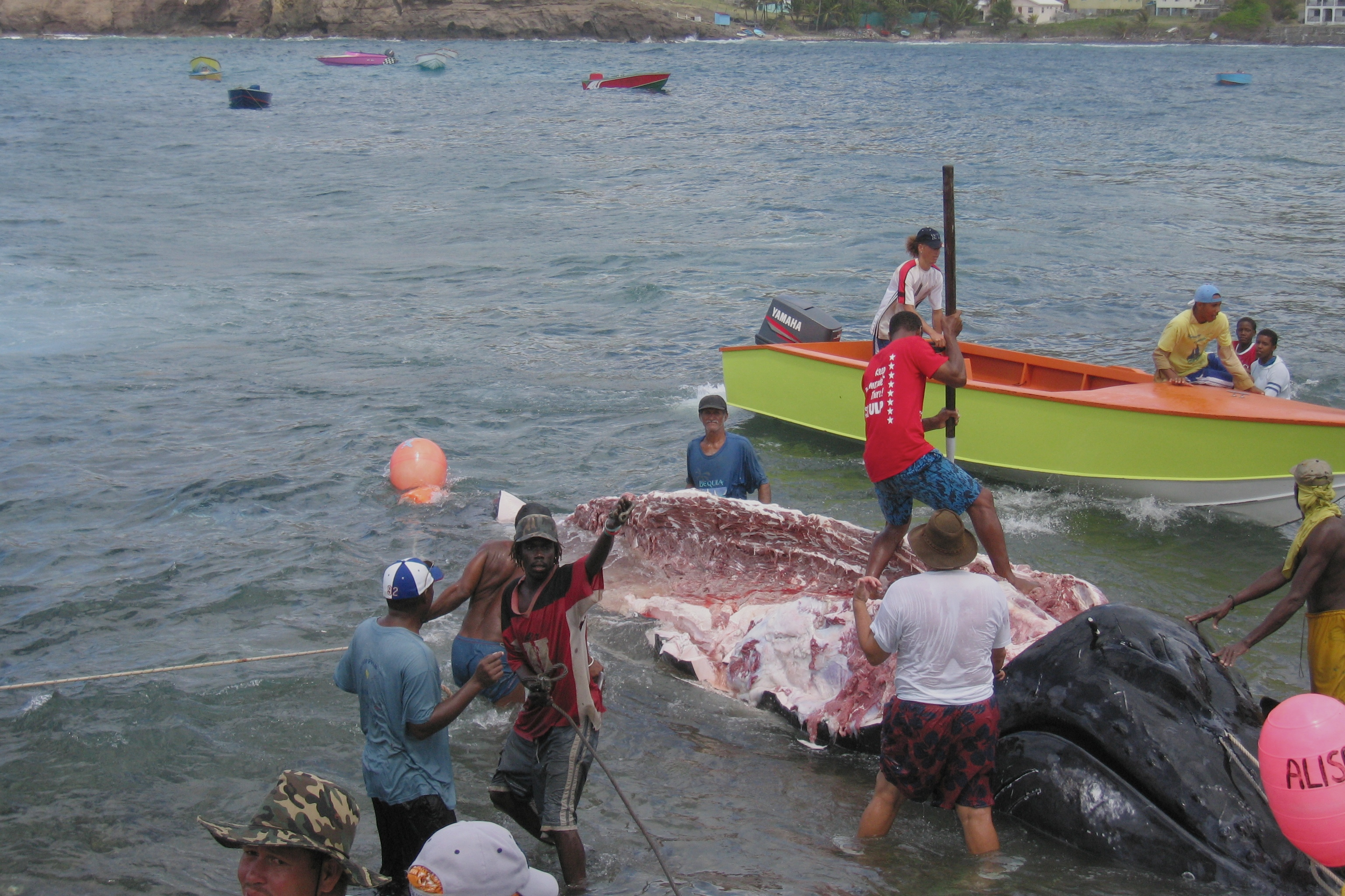
Lov keporkaka na ostrově Bequia

Od roku 1965 byl keporkak veden Mezinárodním svazem ochrany přírody jako ohrožený druh. Globální populace se však po zákazu velrybářství začala rychle zotavovat a v roce 1990 byl stupeň ohrožení snížen na zranitelný a od roku 2008 je druh považován dokonce za málo dotčený. K podobnému snižování stupně ohrožení došlo i na místních úrovních, mj. v Austrálii, Kanadě a Spojených státech. I přes vynikající obnovu globální populace od dob velrybářství jsou některé místní subpopulace v ohrožení nebo dokonce na pokraji vyhynutí. Ohrožené jsou populace ze střední Ameriky a z Okinawy/Filipín. Ty se nachází v oblastech s velmi hustou námořní dopravou a čelí tak vysokému riziku srážek s loděmi a hlavně zamotání do rybářského náčiní, což obojí zabraňuje obnově populace. Na pokraji vyhnutí se ocitla populace z Arabského moře, která se patrně nikdy nezotavila z řádění sovětských velrybářů, kteří tam v 60. letech ulovili nejméně 242 keporkaků. Populaci z Arabského moře dále ohrožuje vysoká míra námořní dopravy v oblasti, která s sebou přináší množství srážek i zvukového znečištění. Probíhá zde i intenzivní rybolov, takže časté zamotání do vysloužilého rybářského náčiní nezřídka vede k udušení keporkaků. V Arabském moři se patrně nachází méně než 100 keporkaků.
Zmíněné kolize s loděmi, zamotání do rybářských sítí a zvukové znečištění moří ohrožuje v menší míře i další populace. Další hrozby keporkaků jsou také antropogenního charakteru – vedle globálního oteplování to je také destrukce pobřežních habitatů. Podobně jako ostatní kytovci, i u keporkaků může docházet ke zraněním následkem nadměrného hluku. Byly zdokumentovány případy úmrtí keporkaků na následky exploze, která vedla k traumatickým poraněním ucha. Na západním pobřeží Atlantiku bylo mezi lety 2016–2019 zaznamenáno 88 velryb uvízlých na mělčině, což je až dvakrát více než za předchozí tři roky, a to patrně v důsledku srážek s loděmi nebo zapletení do rybářských sítí. Negativní vliv má na keporkaky i rušení loděmi pozorovatelů velryb, které často připlouvají k těmto kytovcům až příliš blízko, čímž u nich dochází k behaviorálním změnám i tvorbě stresu.

### Pozorování keporkaků

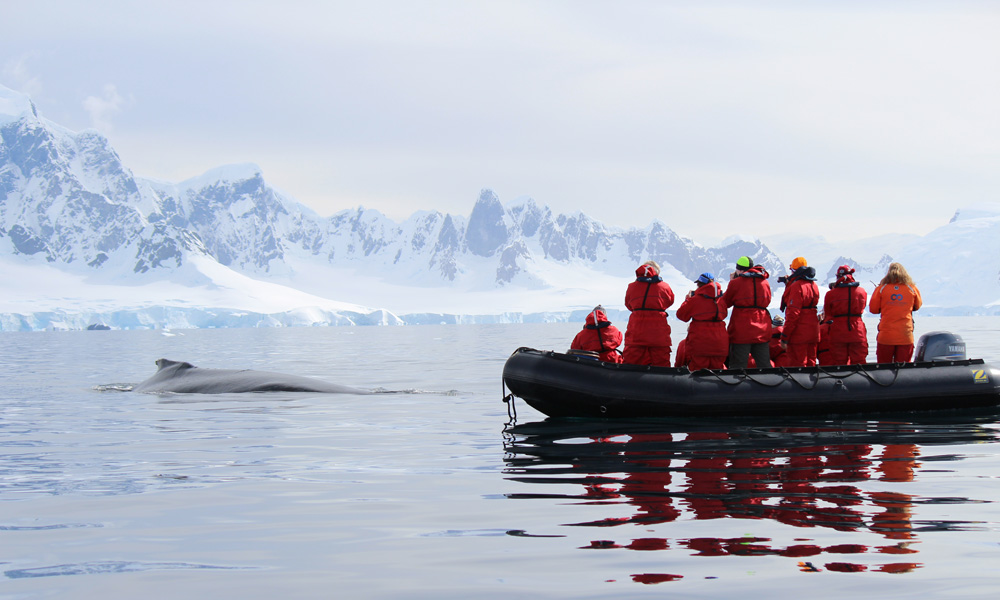
Turisté při pozorování keporkaka

Keporkaci stáli u samotného zrodu komerčního pozorování velryb počátkem 2. poloviny 20. století. Důvodů je hned několik: jejich výskyt blízko pobřeží je více než praktický pro organizátory pozorování, tráví hodně času při hladině, jejich akrobacie nad hladinou přitahuje pozornost a konečně se keporkaci přibližují k lodím na krátkou vzdálenost, takže je možné je pozorovat z těsné blízkosti. K prvním organizovaným pozorováním došlo v roce 1975 na Havaji a v Nové Anglii. K populárním místům, kde je lze pozorovat, patří novozélandská Kaikoura, havajská Maui, kostarický národní park Marino Ballena, islandský Reykjavík a Húsavík či pacifické ostrovy, jako je Tonga. V norských fjordech lze keporkaky spatři i ze břehu. Díky jejich povaze nabízí řada komerčních společností i plavání s keporkaky, během kterého se lze k těmto kytovcům přiblížit na malou vzdálenost.

### Slavní keporkaci

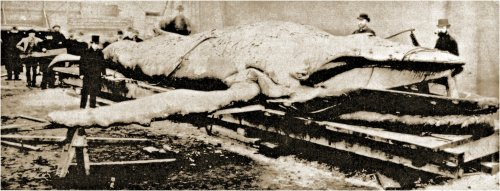
Anatom John Struthers před pitvou keporkaka Tay (1884)

Našla se řada keporkaků, kteří zaujali pozornost médií. Patří k nim například mohutný samec nazvaný Tay Whale (Velryba Tay podle názvu místní řeky a zálivu) a přezdívaný Monster (Monstrum), který se zatoulal do zálivu Firth of Tay na východě Skotska v roce 1883. Tento jedinec se dokonce pustil proti proudu řeky Tay. Bizarní na této události bylo to, že v ústí řeky Tay leží město Dundee, které tehdy bylo jedno z nejdůležitějších center velrybářství. Místní velrybáři samce zaharpunovali, avšak po zpřetrhání jednoho z lan keporkak uprchl. O týden později byla jeho mrtvola nalezena vyplavená na břehu. Lidé z širokého okolí se na ní chodili na dívat a fotit se u ní. Noviny o velrybě publikovaly množství článků. Pitvu obstaral významný profesor anatomie z Aberdeenské univerzity John Struthers, který o tom vydal několik odborných studií.

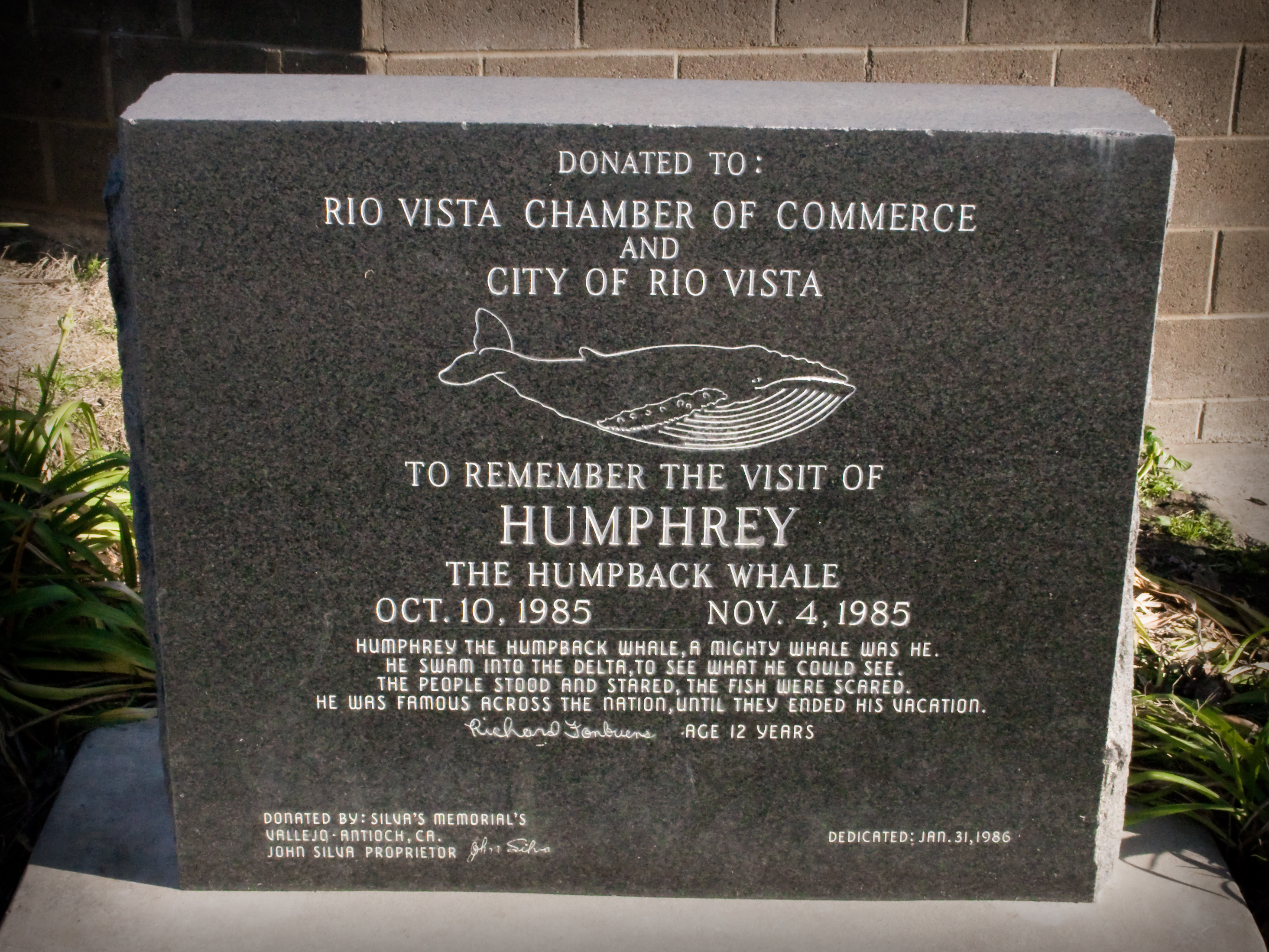
Granitový památník Humphreymu v kalifornském městě Rio Vista

Humphrey je keporkak, který se nejméně dvakrát zatoulal do Sanfranciského zálivu během migrace mezi Aljaškou a Mexikem. V roce 1985 se vydal na 26denní pouť po řece Sacramento. Za velké pozornosti amerických médií doplul proti proudu Sacramenta až do 100 km vzdáleného města Rio Vista. Po několika neúspěšných pokusech Humphreyho nasměrovat do moře vystrašením se podařilo několika vědcům zabývajícím se akustikou nalákat keporkaka na nahrávku s vokalizací keporkaků během krmení. Tato nahrávka byla přehrávána z lodi, kterou Humphrey následoval až do Sanfranciského zálivu a dále pod Golden Gate Bridge na otevřené moře. V roce 1986 obyvatelé Rio Vista Humphreymu vztyčili památník. V roce 1990 se Humphrey opět ocitl v hledáčku médií, když se vrátil do Sanfranciského zálivu a tentokrát se mu podařilo dvakrát za sebou uvíznout na mělčině. Skupina zachránců v čele s veterináři a mořskými biology ho nakonec vyprostila a pomohla mu najít cestu zpět na volné moře.
V roce 1991 byl u východního pobřeží Austrálie zahlédnut mladý albín keporkak. Jednalo se tehdy o jediného známého keporkačího albína. Dostal přezdívku Migaloo, což v jazyce místních Aboriginců znamená něco jako „bílej týpek“. Vláda Queenslandu kolem Migala vyhlásila ochrannou zónu, která zabraňuje přiblížení se k velrybě na blíže než 500 m pod pokutou 13 500 australských dolarů. V červenci 2022 byla v australské Victorii vyplavena mrtvola dalšího bílého keporkaka, o kterém média spekulovala, že se může jednat o Migala, jehož už několik let nikdo nespatřil. Později se ukázalo, že tato mrtvola patří nedospělé samici, tedy jinému albínovi keporkaka.

### Vumění
Keporkakové se stali námětem a inspirací řady uměleckých děl. Vyšly o nich desítky knih pro děti i dospělé, které přibližují hlavně jejich migraci a vokální repertoár. Z poezie lze zmínit báseň skotského umělce Williama McGonagalla „The Famous Tay Whale“ („Slavná velryba Tay“), kterou McGonagall napsal o výše zmíněném keporkakovi Tay. Keporkaci se objevují i v díle Jula Verna Patnáctiletý kapitán a Dvacet tisíc mil pod mořem. Z filmů lze zmínit např. sci-fi film Star Trek IV: Cesta domů, ve kterém posádka vesmírné lodi cestuje zpět časem, aby přivezla do budoucnosti dva keporkaky, kteří jsou v přítomnosti již vyhynulí. O kerpokacích vznikla řada dokumentárních filmů, jako je např. Keporkak: Rozluštění kódu, Keporkak: Putování od výhně k mrazu nebo Keporkak: Život ve skupině. Je o nich i krátkometrážní film Steva Lichtaga z roku 2004 Tanec modrých andělů. Keporkaci se stali námětem známek, maleb či soch. Galerie níže zobrazuje některé z nich.

Ukázky uměleckých zobrazení keporkaků
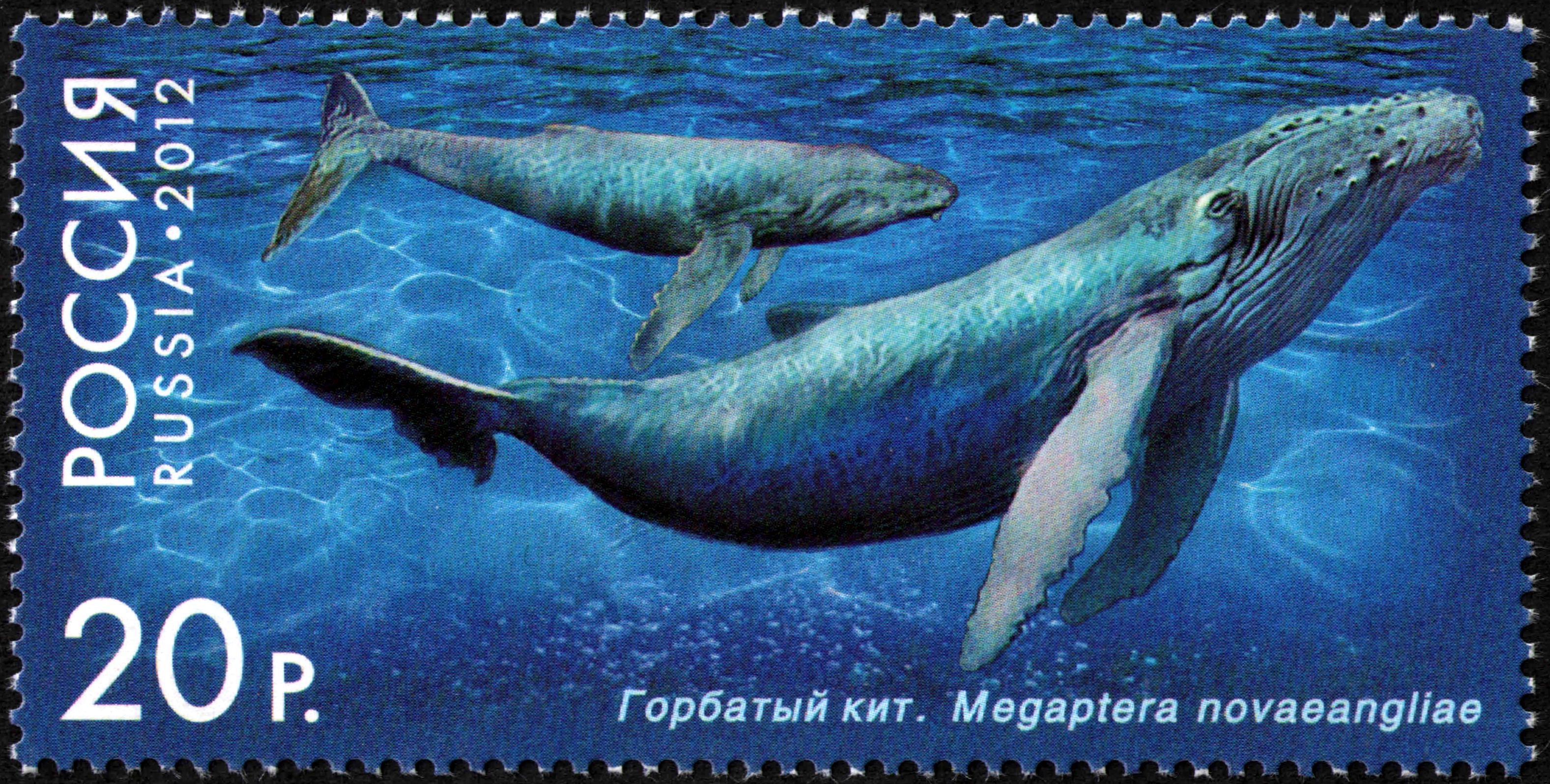
Ruská známka z roku 2012
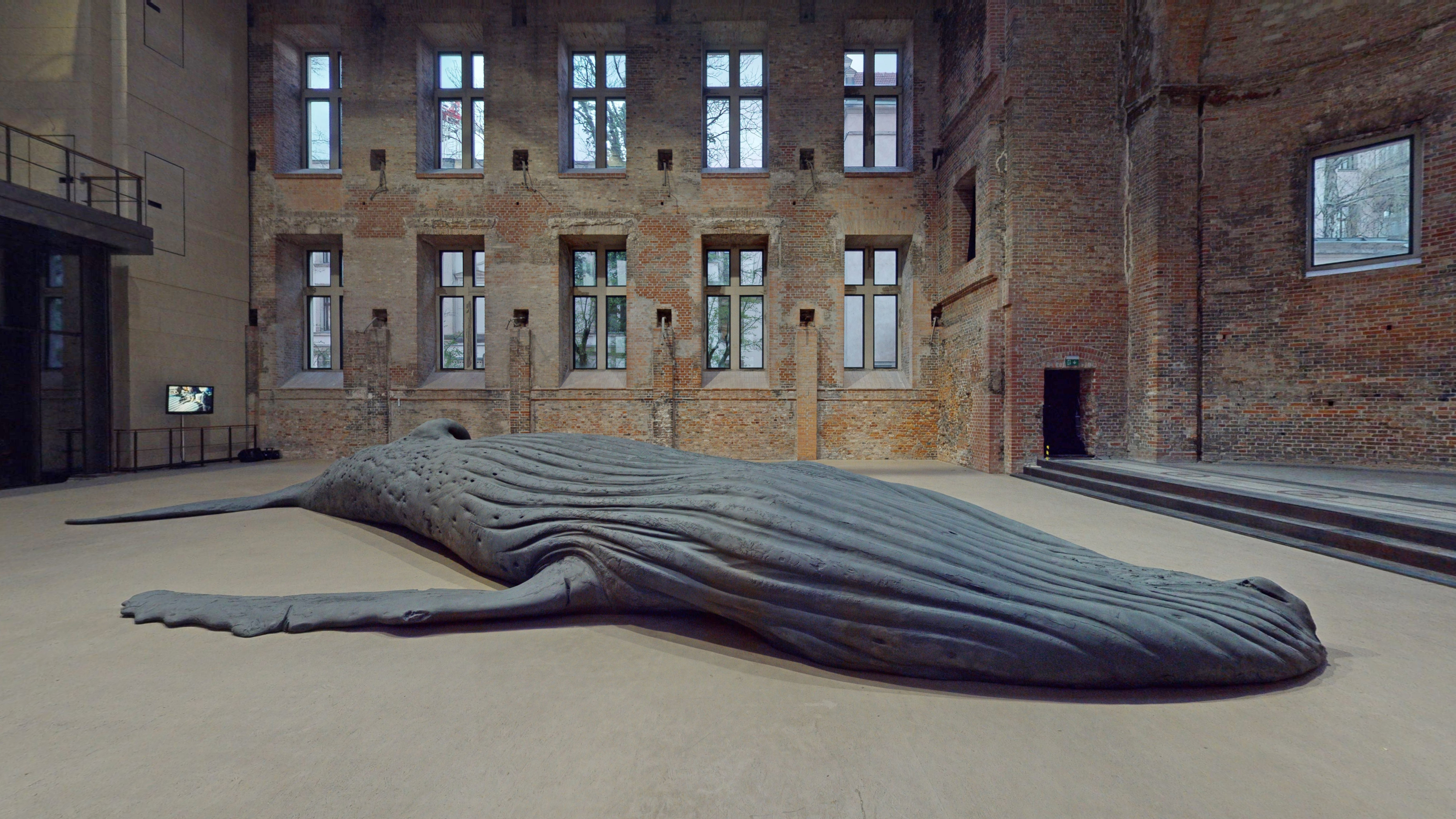
Odlitek keporkaka z Berlína
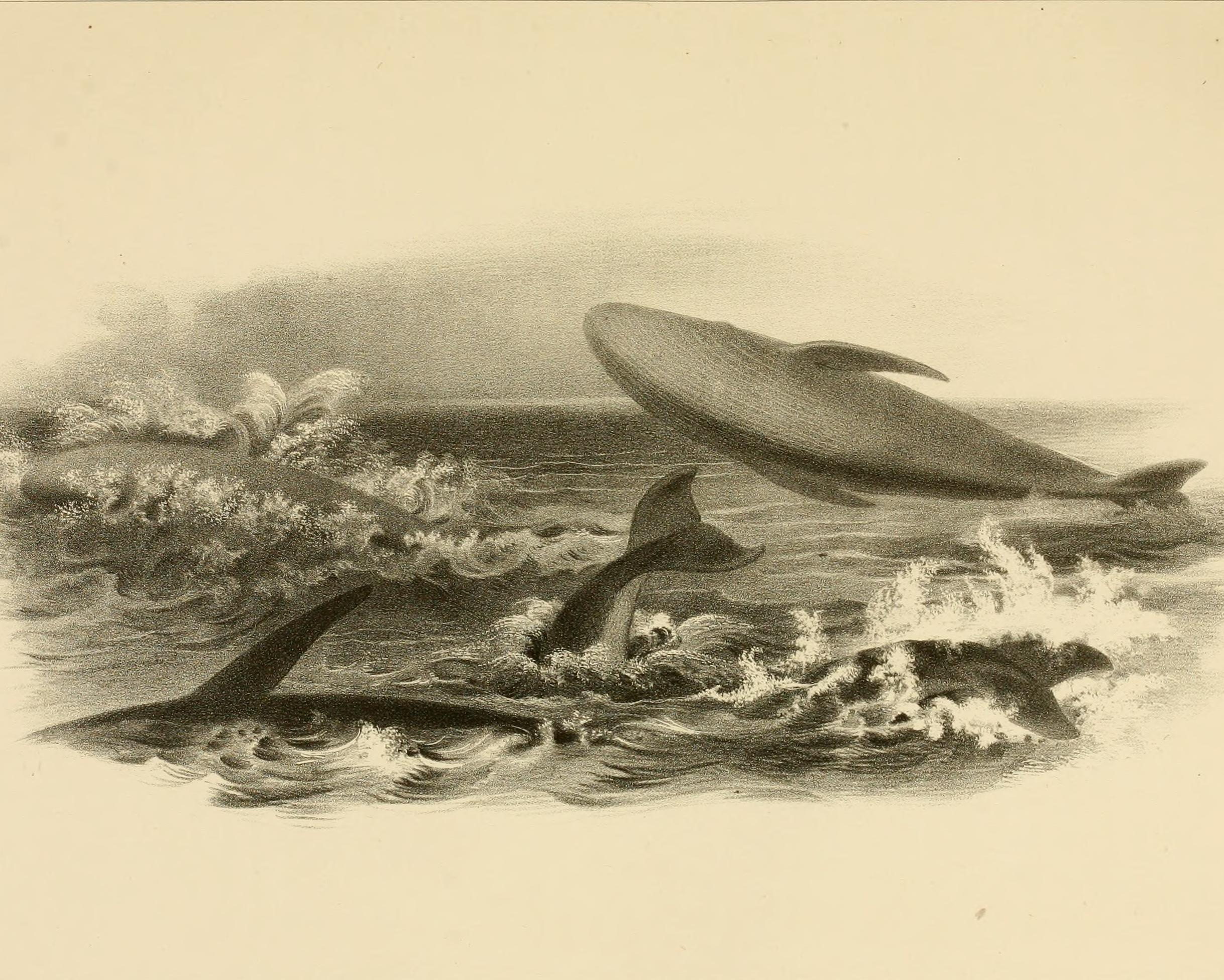
Ilustrace keporkaků skákajících nad hladinou, 1874
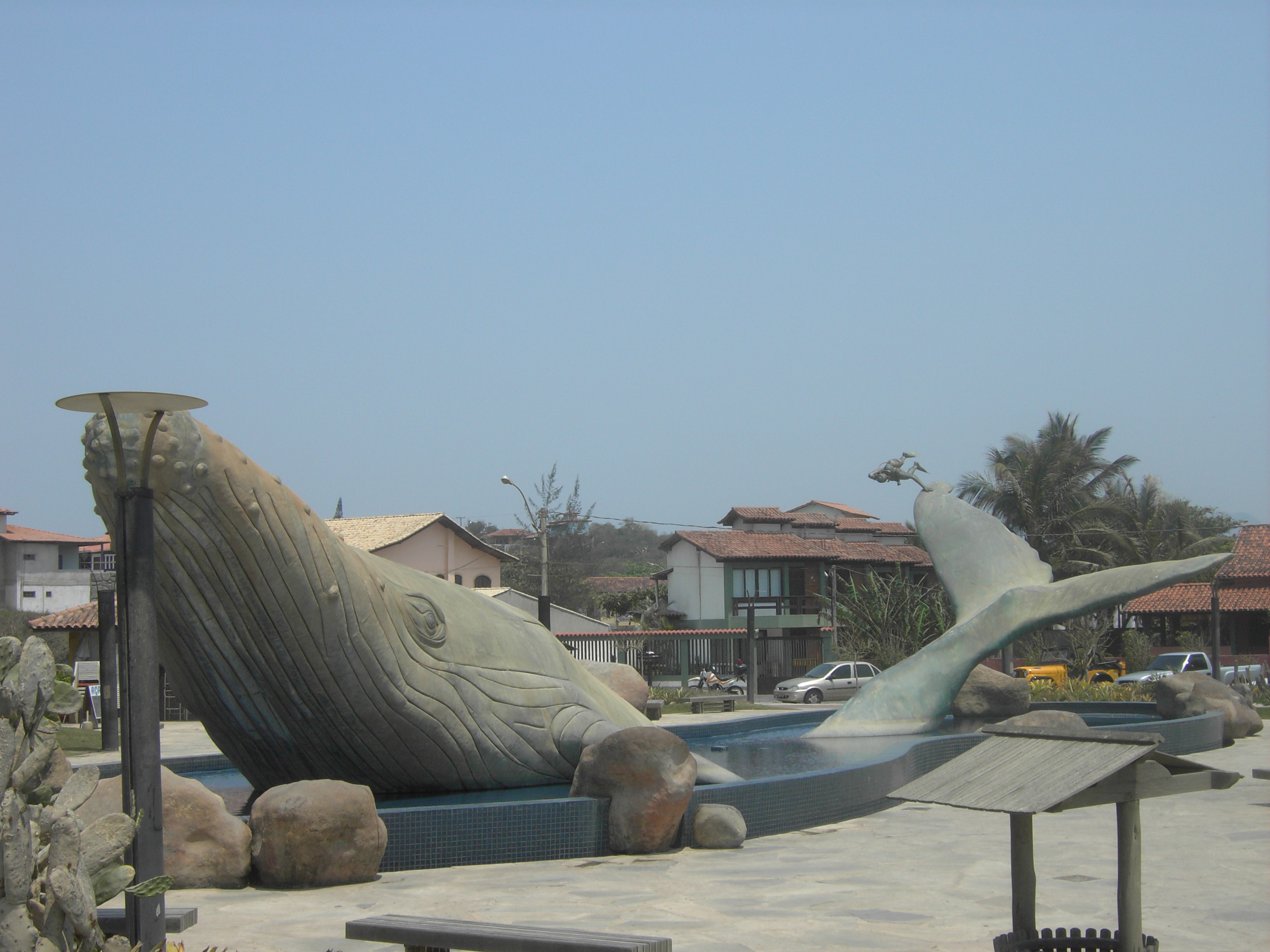
Socha v Rio das Ostras, Brazílie
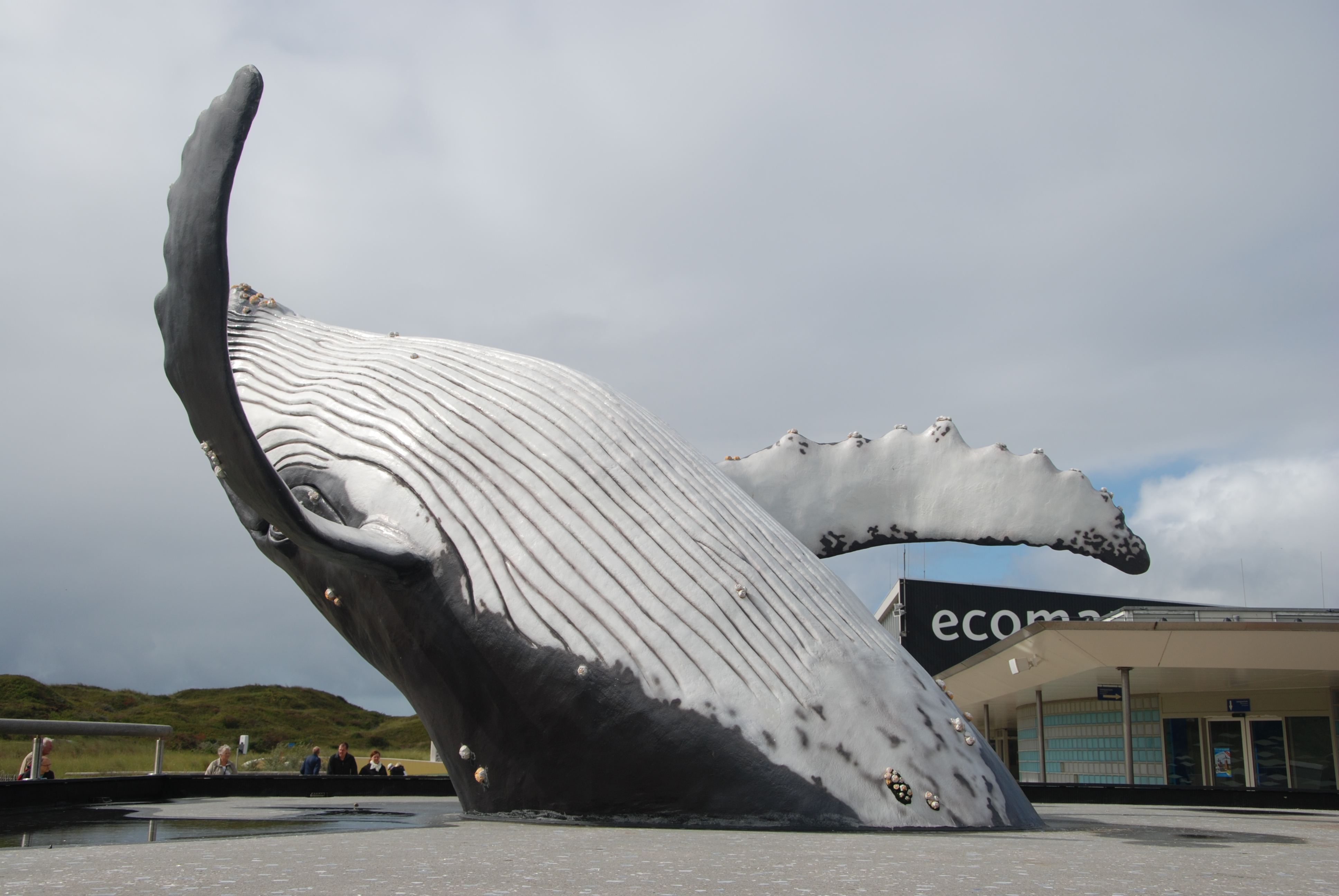
Socha v Ecomare, Nizozemí